# Rangers F.C.
Rangers Football Club (nazywany również Glasgow Rangers, wymowa: [ˈɹeɪndʒə(ɹ)s]) – klub piłkarski z siedzibą w Glasgow w Szkocji, w sezonie 2020/2021 występujący w Scottish Premiership, rozgrywający domowe spotkania na posiadającym zadaszone i wyposażone w 50 817 krzesełek trybuny Ibrox Stadium (znanym również jako Ibrox Park), położonym w południowo-zachodniej części miasta.
Rangers, powstały w 1872 roku, jest jednym z dziesięciu klubów, z których inicjatywy powołano Scottish Football League – pierwszą w kraju organizację kontrolującą zawody ligowe w Szkocji. Nieprzerwanie, aż do sezonu 2011/2012 „The Gers” występowali w najwyższej klasie rozgrywkowej. W wyniku problemów finansowych i toczącego się sporu z Urzędem Skarbowym w lutym 2012 r. rozpoczęto postępowanie upadłościowe, a cztery miesiące później kontrolę nad Rangers przejęła nowo powstała na tę okoliczność spółka, czego efektem była konieczność ubiegania się o miejsce w ekstraklasie. Zdecydowaną większością głosów wniosek ten został odrzucony, a ostatecznie klub umieszczono w czwartej lidze.
Rangers jest najbardziej utytułowanym przedstawicielem piłki nożnej na świecie, będąc 55-krotnym Mistrzem Szkocji oraz mając wywalczone 33 Puchary Szkocji i 27 Pucharów Ligi Szkockiej, a także Puchar Zdobywców Pucharów zdobyty w 1972 roku, po wygranej na Camp Nou z Dynamem Moskwa. Klub występował w finałach tychże rozgrywek również w latach 1961 i 1967, w 2008 roku dotarł do finałowego meczu w Pucharze UEFA. Po 14 latach w 2022 również dotarli do finału Ligi Europy UEFA. „The Gers” siedmiokrotnie, sięgali po trzy krajowe trofea w ciągu jednego sezonu.
Od końca lat 90. dziewiętnastego stulecia Rangers toczą rywalizację z lokalnym przeciwnikiem – Celtikiem, a ich derbowe pojedynki, nazywane Old Firm Derby rozegrano już 442 razy

## Historia

### Założenie klubu i pierwsze lata (1872–1899)
Bracia Moses i Peter McNeil i ich przyjaciele, Peter Cambell oraz William McBeath, spotkali się w marcu 1872 roku i zainspirowani widokiem kilku mężczyzn grających w piłkę w dzielnicy Flesher's Haugh postanowili założyć własny zespół, któremu nadali nazwę Rangers, wzorując się na angielskiej drużynie rugby. W maju tego samego roku w parku Glasgow Green rozegrano wypożyczoną piłką i w niejednakowych kostiumach pierwszy, towarzyski mecz z nieistniejącym już klubem Callander F.C., zakończony bezbramkowym remisem, a kilka miesięcy później „The Gers” zmierzyli się w kolejnym sparingu, który był zarazem premierowym występem w błękitnych barwach, gromiąc ekipę Clyde 11:0. Rok później odbyło się pierwsze, oficjalne zebranie, kiedy to dokonano wyboru klubowych władz, w związku z czym przez pewien czas uznawano właśnie rok 1873 za datę powstania klubu.

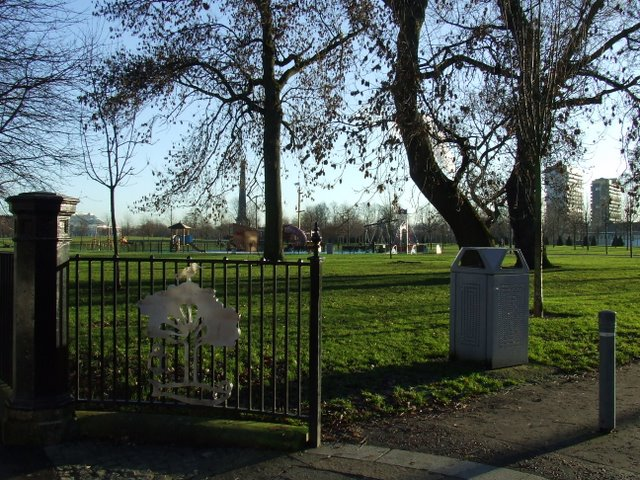
Współczesny widok Glasgow Green, miejsca narodzin Rangers z 1872 roku

Pierwszy pełny sezon upłynął pod znakiem meczów towarzyskich wskutek niepowodzenia związanego ze zgłoszeniem do Scottish Football Association i tym samym klub nie wziął udziału w debiutanckich rozgrywkach Pucharu Szkocji. Wraz z upływem kolejnych lat Rangers stawali się coraz to bardziej profesjonalnym zespołem, czego efektem było powołanie w 1876 r. Mosesa McNeila na spotkanie reprezentacyjne Szkocji z Walią (4:0), a rok później obecność „The Gers” w pierwszym w swojej historii finale krajowego pucharu, przegranym ostatecznie z ekipą Vale of Leven (0:0, 1:1, 2:3). 28 maja 1888 r. doszło natomiast do pierwszego, towarzyskiego spotkania z Celtikiem. W składzie „The Bhoys” w większości wystąpili gościnnie zawodnicy Hibernianu, którzy zwyciężyli 5:2. Kilkanaście miesięcy wcześniej Rangers byli natomiast blisko triumfu w Pucharze Anglii, gdzie dopiero w fazie półfinałowej ulegli późniejszym zwycięzcom – drużynie Aston Villa.
16 sierpnia 1890 r. miał miejsce debiutancki występ w rozgrywkach ligowych, rozgrywanych w ramach Scottish Football League, zakończony zwycięstwem 5:2 nad Hearts. Po rozegraniu zaplanowanych osiemnastu pojedynków na pierwszym miejscu ex-aequo uplasowały się drużyny Rangers i Dumbarton, więc o tytule miał zadecydować dodatkowy mecz. Zakończył się on jednak wynikiem remisowym (2:2) w związku z czym mistrzostwo przyznano obu klubom.
„The Gers” swój pierwszy triumf w Pucharze Szkocji zanotowali w 1894 r. po finałowej wygranej 3:1 nad Celtikiem, a kolejne trofea w tych rozgrywkach zdobyli w latach 1897 i 1898. Przed końcem XIX wieku klub wywalczył jeszcze dwa mistrzostwa kraju – w sezonach 1898/1899 i 1899/1900. W sezonie 1898/1899 Rangers w drodze po końcową wygraną zwyciężyli we wszystkich osiemnastu spotkaniach, czego nigdy już nie udało się powtórzyć.

### William Wilton (1899–1920)
Wkrótce po tym, jak „The Gers” zdobyli swoje drugie Mistrzostwo Szkocji, 27 maja 1899 roku doszło do przełomowego wówczas zebrania klubowych przedstawicieli, na którym Rangers formalnie zostali przejęci przez powołaną dwa miesiące wcześniej spółkę z ograniczoną odpowiedzialnością (limited liability company) – The Rangers Football Club Ltd. W takiej formie klub pozostawał nieprzerwanie do 2000 roku. Tego samego dnia podjęte zostały również inne kluczowe decyzje, na czele z powołaniem Jamesa Hendersona na stanowisko prezesa nowo wybranego zarządu, a także powierzono Williamowi Wiltonowi, ówczesnemu sekretarzowi i niespełnionemu zawodnikowi funkcję pierwszego w dziejach Rangers menedżera.
W międzyczasie klub dwukrotnie zmieniał swoją siedzibę, a ostatecznie po pobycie w Burnbank i Kinning Park, dzięki podjętym w maju 1899 r. decyzjom, przeprowadził się do dzielnicy Govan i pierwszy oficjalny mecz na Ibrox Park miał miejsce 30 grudnia tego samego roku, zakończony zwycięstwem 3:1 nad Hearts.

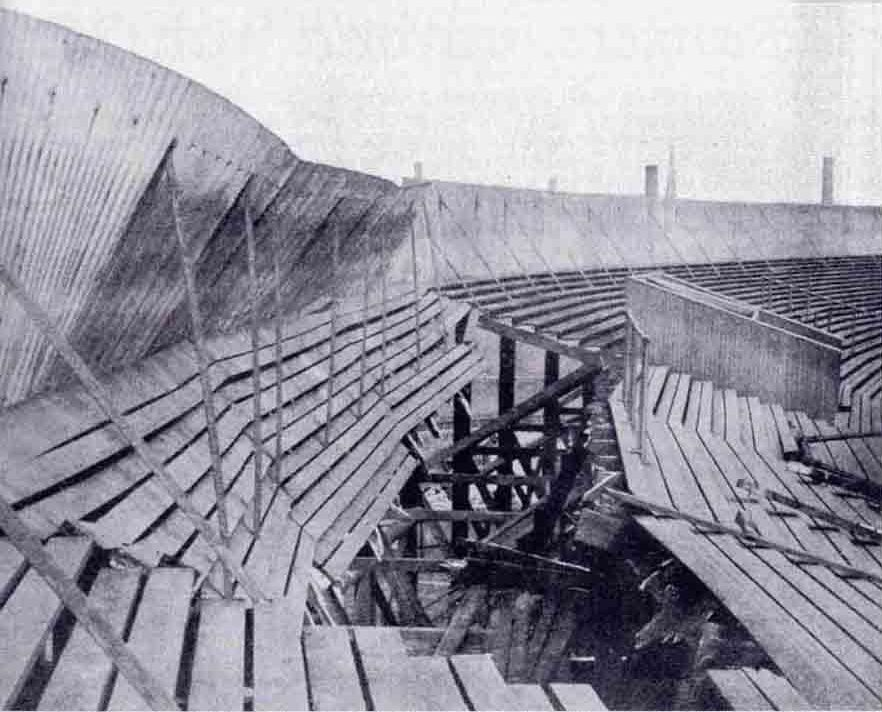
Ibrox Disaster z 5 kwietnia 1902 roku

Już kilka lat po otwarciu nowego obiektu, podczas meczu Szkocja – Anglia, rozgrywanego 5 kwietnia 1902 r. w ramach British Home Championship miała miejsce pierwsza wielka tragedia (First Ibrox disaster), w wyniku której śmierć poniosło 25 osób, a 517 zostało rannych. Jak wykazało dochodzenie, zawalenie się drewnianej konstrukcji Trybuny Zachodniej spowodowane było jej uszkodzeniem wskutek obfitych opadów deszczu w noc poprzedzającą mecz.
W pierwszych trzech sezonach działalności w nowej roli (1899–1902) Wilton za każdym razem prowadził swój zespół do końcowego triumfu w rozgrywkach ligowych. Kolejne lata upłynęły jednak pod znakiem wyraźnej dominacji lokalnego rywala, który sześciokrotnie zdobywał najważniejsze krajowe trofeum, w związku z czym „The Gers” na kolejny tytuł musieli czekać aż do roku 1911. Niepowodzenia w walce o mistrzostwo zostały częściowo zrekompensowane zdobytym w 1903 r. czwartym w historii klubu Pucharem Szkocji, po pokonaniu Hearts (1:1, 0:0, 2:0).
Sześć lat później Rangers mieli szansę powtórzenia tego osiągnięcia, kiedy to zmierzyli się w decydującym pojedynku z Celtikiem. Po pierwszym meczu finałowym, zakończonym remisem 2:2, obie ekipy spotkały się ponownie tydzień później i także tym razem nie wyłoniono zwycięzcy (remis 1:1). Wśród około sześćdziesięciu tysięcy widzów zasiadających tego dnia na Hampden Park panowało powszechne przekonanie, że o losach Pucharu Szkocji zadecyduje dogrywka. Zgodnie z przepisami tego typu rozwiązanie stosowano jednak wyłącznie po ewentualnym trzecim remisie. Gdy tylko piłkarze obu drużyn udali się do szatni, pijani i rozwścieczeni fani, których zdaniem nierozstrzygnięty wynik był z góry ustalony, celem uzyskania dodatkowego przychodu z tytułu kolejnego meczu, wtargnęli na murawę i przez ponad dwie godziny dokonali olbrzymich zniszczeń na stadionie. W starciach tych, które zapisały się w historii szkockiej piłki nożnej jako Hampden Riot, rannych zostało ponad sto osób, spośród których około połowę stanowili policjanci. Ostatecznie Scottish Football Association podjęła decyzję o odwołaniu ostatniego meczu i tym samym nieprzyznaniu trofeum żadnemu z klubów, które jednocześnie zostały zmuszone do wypłacenia rekompensaty miejscowemu Queen’s Park za wyrządzone szkody.
Mistrzostwo Szkocji z 1911 roku zapoczątkowało okres trzyletniej dominacji Rangers na froncie ligowym, a kolejne triumfy przypadły na sezony 1917/1918 i 1919/1920, w którym „The Gers” rekordowo, 106 razy wpisywali się na listę strzelców. Jak się później okazało, sukces z tamtego roku był ostatnim, ósmym pod wodzą Wiltona. 2 maja 1920 r. menedżer Rangers, w wieku 54 lat uległ śmiertelnemu wypadkowi, tonąc podczas żeglugi u zachodnich wybrzeży Szkocji, niedaleko Gourock.
Nowym menedżerem klubu mianowano dotychczasowego asystenta Wiltona – Billa Strutha.

### Bill Struth (1920–1954)
Bill Struth, który na Ibrox pracował od 1914 roku w charakterze doradcy Williama Wiltona, po sześciu latach został menedżerem klubu, zapoczątkowując tym samym „złotą erę” w historii Rangers. Już w swoim debiutanckim sezonie drużyna Strutha okazała się zdecydowanie najlepsza, zdystansowała przewagą dziesięciu punktów ekipę Celticu i w 42 ligowych spotkaniach odniosła tylko jedną porażkę. Rok później tytuł mistrzowski wrócił do lokalnego rywala, ale w ciągu kolejnych siedemnastu sezonów trzynastokrotnie triumfowali piłkarze Rangers, notując serie pięciu (1926–1931) i trzech (1922–1925, 1932–1935) kolejno wygrywanych tytułów. Najmniej udane były rozgrywki 1925/1926, kiedy to „The Gers” zajęli ostatecznie szóstą pozycję – najniższą w swojej historii.

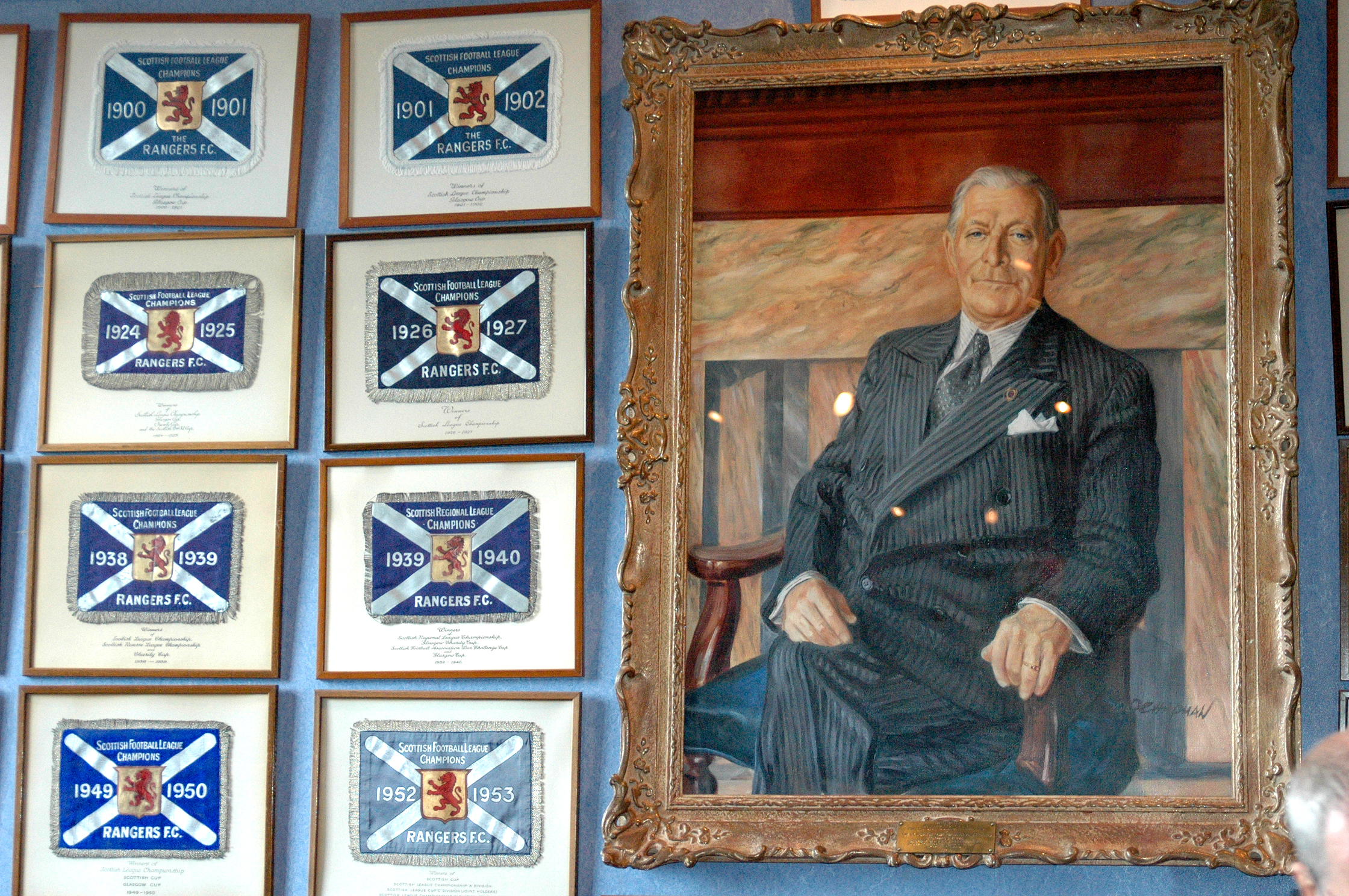
Portret Billa Strutha wiszący na ścianie Trophy Room wewnątrz Ibrox Stadium

Do końca lat 30. dwudziestego stulecia podopieczni Strutha sześć razy wywalczyli Puchar Szkocji, z czego cztery takie osiągnięcia przypadły na lata, w których zwyciężali w rozgrywkach ligowych, co pozwoliło skompletować pierwsze klubowe dublety. Pierwszy z triumfów w krajowym pucharze za kadencji nowego menedżera miał miejsce w sezonie 1927/1928, a finałowa wygrana 4:0 nad Celtikiem zakończyła 25-letni okres oczekiwania na to trofeum.
Wskutek wybuchu II wojny światowej rozgrywki piłkarskie w całym kraju zostały zawieszone 2 września 1939 r. Przez sześć lat odbywały się jedynie lokalne zawody piłkarskie, które choć niezaliczane do oficjalnych klubowych osiągnięć, zakończyły się sukcesem Rangers, którzy triumfowali w 1940 r. w Emergency War League i Emergency War Cup, a także sześciokrotnie triumfowali w Southern League i czterokrotnie w Southern League Cup.
Wznowienie oficjalnych rozgrywek w Szkocji w 1946 r. było zarazem inauguracją nowego turnieju – Pucharu Ligi Szkockiej, który odtąd regularnie pojawiał się w kalendarzu szkockich zespołów i był okazją do wywalczenia potrójnej korony, czyli tzw. Treble. Pierwsze tego typu osiągnięcie Rangers zanotowali w sezonie 1948/1949, gdy w Scottish League Division A jednym punktem okazali się lepsi od Dundee F.C., a w finałach krajowych pucharów pokonali Clyde (4:1) i Raith Rovers (2:0).
Latem 1947 r. doszło natomiast do sporych zmian organizacyjnych w klubie. Amatorskiemu wówczas zarządowi, w skład którego wchodzili głównie byli piłkarze Rangers, przewodniczył James Bowie. Zasugerował on wtedy 71-letniemu już Struthowi, by opuścił stanowisko menedżera, dając tym samym szansę młodszym. Po tych szokujących dla wielu słowach Bowie został usunięty ze struktur zarządczych i nigdy więcej nie pojawił się już na Ibrox.
Wcześniej, bo już w premierowym powojennym sezonie, „The Gers” skutecznie obronili wywalczony w 1939 r. mistrzowski tytuł i łącznie w pierwszych siedmiu latach po przymusowej przerwie cztery razy sięgali po najwyższe ligowe laury, również czterokrotnie zdobyli Puchar Szkocji i dwukrotnie Puchar Ligi. Szczególnie wyjątkowym było zdobycie mistrzostwa w roku 1953, kiedy to wyrównanie na kwadrans przed końcem ostatniego w sezonie pojedynku dało punkt, który pozwolił na zrównanie się z ekipą Hibernianu i wyprzedzenie jej stosunkiem bramkowym (wówczas przy równej liczbie zdobytych punktów decydowała nie różnica w zdobytych i straconych golach, ale ich iloraz).
Sezon 1953/1954, który Rangers zakończyli bez sukcesu, zajmując dopiero czwarte miejsce w rozgrywkach ligowych, okazał się ostatnim w roli menedżera dla Strutha. Ze swojego stanowiska zrezygnował 15 czerwca 1954 r. 34 lata jakie spędził na ławce trenerskiej uczyniły go najdłużej pracującym i najbardziej utytułowanym szkoleniowcem w historii klubu, z którym wywalczył kilkadziesiąt różnych trofeów, wśród nich 18 krajowych mistrzostw i 10 Pucharów Szkocji. Struth wsławił się również swoim ogromnym przywiązaniem do dyscypliny u zawodników, od których wymagał określonych standardów zachowań, również poza boiskiem czy też odświętnego ubioru, których nieodzownym elementem było nakrycie głowy – melonik.
Po odejściu na sportową emeryturę Struth był członkiem zarządu, w którym pełnił rolę wiceprezesa. Przy jego udziale na nowego menedżera wybrano Scota Symona.

### Scot Symon (1954–1967)
Choć pierwszy sezon pod wodzą nowego szkoleniowca zakończył się bez zdobycia żadnego trofeum i przegranej walki o mistrzostwo nie tylko z Celtikiem, ale również z Aberdeen, to w przeciągu kolejnych dziewięciu lat Rangers skutecznie nawiązywali do osiągnięć drużyny prowadzonej przez Billa Strutha, sześciokrotnie triumfując w rozgrywkach ligowych i dokładając do tego cztery Puchary Szkocji i trzy Puchary Ligi. Szczególnie pod tym względem udany był sezon 1963/1964, w którym „The Gers” drugi raz w swojej historii sięgnęli po potrójną koronę, dystansując w Scottish League Division One ekipę Kilmarnock, a w krajowych pucharach pokonując w finałach Dundee (3:1) i Morton (5:0).
Początek lat 60. był również okresem, w którym wyróżniali się dwaj piłkarze Rangers – Jim Baxter, uznany później za jednego z najlepszych szkockich zawodników wszech czasów i John Greig – rekordzista pod względem liczby występów dla klubu z Ibrox (755 oficjalnych pojedynków).
W sezonie 1956/1957 Scot Symon jako pierwszy menedżer w historii poprowadził Rangers w rozgrywkach europejskich, które zainaugurowano rok wcześniej. Jako mistrzowie Szkocji „The Gers” reprezentowali kraj w Pucharze Europy Mistrzów Klubowych i choć w pierwszej rundzie zostali wyeliminowani przez francuskie OGC Nice, to debiutancki mecz pod egidą UEFA zakończył się triumfem ekipy z Ibrox 2:1. W rewanżowym pojedynku w takich samych rozmiarach zwyciężyli piłkarze z Nicei, a w dodatkowym spotkaniu, rozgrywanym w Paryżu ponownie lepsi okazali się mistrzowie Francji (3:1).
W kolejnych sezonach Rangers spisywali się znacznie lepiej na arenie międzynarodowej, docierając do fazy półfinałowej (1959/1960, rekordowa porażka w dwumeczu z Eintrachtem Frankfurt 4:12) i ćwierćfinałowej (1961/1962 i 1964/1965) najbardziej prestiżowych rozgrywek klubowych na świecie, a także dwukrotnie wystąpili w decydujących meczach Pucharu Zdobywców Pucharów – w 1961 r. (porażka z Fiorentiną 0:2 i 1:2) i 1967 r. (0:1, po dogrywce z Bayernem Monachium).
Udane reprezentowanie kraju na europejskich stadionach nie przełożyło się jednak na dalsze sukcesy w rodzimych rozgrywkach. Od czasu wspomnianej potrójnej korony „The Gers” zapisali na swoje konto tylko dwa trofea – Puchar Ligi z 1965 r. i Puchar Szkocji wywalczony rok później. Dopiero piąta pozycja w lidze, poprzedzająca dwa tytuły wicemistrzowskie, połączona z początkiem wyraźnej dominacji na krajowym podwórku ekipy Celticu sprawiły, że gdy lokalny rywal rozgrywał jesienią 1967 roku w Ameryce Południowej mecze o miano najlepszej drużyny świata władze klubu zaoferowały 58-letniemu Symonowi stanowisko menedżera generalnego i tym samym odsunięcie go od bezpośredniego kierowania zespołem. 1 listopada tego samego roku propozycja ta została przez niego odrzucona, co poskutkowało jego natychmiastowym zwolnieniem i mianowaniem nowym szkoleniowcem Rangers Davida White’a, dotychczasowego asystenta Symona.

### David White(1967–1969)
David White, który na Ibrox trafił dopiero kilka miesięcy wcześniej – latem 1967 roku – od początku swojego pobytu w Glasgow był przymierzany do roli przyszłego menedżera, a jego bardzo niewielkie doświadczenie w kierowaniu zespołem miało ulec zmianie podczas asystowania Scotowi Symonowi, kiedy ten samodzielnie prowadził ekipę „The Gers”. Niespodziewanie szybkie odejście z klubu poprzedniego szkoleniowca sprawiło jednak, że zarząd Rangers powierzył tę funkcję nieprzygotowanemu jeszcze do tej roli 34-letniemu White'owi. Ten nie odniósł z drużyną sukcesów, będąc pierwszym menedżerem w historii klubu, który nie triumfował w krajowych rozgrywkach.
Ekipa White’a najbliżej końcowego sukcesu i przerwania rosnącej dominacji Celticu była w pierwszym dla nowego szkoleniowca sezonie, gdy „The Gers” dopiero na finiszu polegli w walce o mistrzowski tytuł, przegrywając swój jedyny mecz w ostatniej kolejce (2:3 z Aberdeen) i tym samym okazując się minimalnie słabszym od „The Bhoys”, którzy triumfowali różnicą dwóch punktów. Przed kolejnymi rozgrywkami klub dokonał dwóch, rekordowych wówczas, transferów, pozyskując z St. Johnstone za 50 tysięcy funtów Alexa MacDonalda i za kwotę dwukrotnie wyższą młodego napastnika Hibernianu – Colina Steina. Nowi zawodnicy wnieśli sporo ożywienia w grę „The Gers”, ale w ostatnich tygodniach, przede wszystkim wskutek absencji bramkostrzelnego Szkota, ponownie okazali się gorsi od Celticu. Szansą na uratowanie honoru były rozgrywki Pucharu Szkocji, ale w finałowym spotkaniu Rangers przegrali z Celtikiem 0:4. Winą za tę porażkę obarczono Alexa Fergusona, który został po meczu przesunięty do zespołu juniorów, a po kilku tygodniach sprzedany do Falkirk.
Na arenie europejskiej w latach 1967–1969 „The Gers” występowali w mającym niższą rangę Pucharze Miast Targowych i docierali do fazy ćwierćfinałowej oraz półfinałowej, za każdym razem ulegając późniejszemu triumfatorowi – odpowiednio Leeds United i Newcastle United. Jako finaliści Pucharu Szkocji z 1969 r. Rangers wystartowali w kolejnym sezonie w Pucharze Zdobywców Pucharów, ale zostali wyeliminowani przez drużynę Górnika Zabrze, dwukrotnie przegrywając 1:3. 27 listopada 1969 r., dzień po rewanżowym starciu, White otrzymał wypowiedzenie, a tymczasowym menedżerem mianowano Williego Thorntona.

### William Waddell (1969–1972)
Zanim posadę menedżera Rangers objął William Waddell, czołowy zawodnik z ery Billa Strutha, mający na swoim koncie również trenerski sukces – zdobycie z Kilmarnock Mistrzostwa Szkocji, przez niespełna dwa tygodnie drużynę prowadził Willie Thornton, pod którego wodzą „The Gers” zwycięsko zakończyli obydwa rozegrane spotkania. 8 grudnia 1969 roku nowym szkoleniowcem został Waddell, który miał przerwać panowanie Celticu w Szkocji.
W sezonie 1969/1970, rozpoczętym jeszcze przez Davida White’a, „The Gers” ponownie zostali wicemistrzami kraju bez żadnego zdobytego trofeum. W kolejnych rozgrywkach ligowych Rangers spisali się jeszcze gorzej i walkę o miano najlepszej szkockiej drużyny przegrali nie tylko z lokalnym rywalem, ale również z Aberdeen i St. Johnstone. Piłkarze Waddella znacznie lepiej zaprezentowali się w zawodach pucharowych. Finał Scottish Cup zakończył się co prawda wygraną Celticu (1:1, 1:2), ale Puchar Ligi Szkockiej trafił już na konto klubu z Ibrox. Wygrana 1:0 w decydującym meczu z ekipą z Celtic Park nie tylko powstrzymała drużynę zza miedzy od wywalczenia potrójnej korony, ale przede wszystkim przerwała pięcioletni okres oczekiwania na jakiekolwiek trofeum.
Wszelkie osiągnięcia sportowe z tego sezonu zostały jednak zepchnięte na dalszy plan z powodu wydarzeń, jakie miały miejsce 2 stycznia 1971 r. Tego dnia na Ibrox rozgrywano tradycyjne, noworoczne Old Firm Derby. Gdy w 90. minucie meczu Celtic za sprawą Jimmy’ego Johnstone’a objął prowadzenie część fanów „The Gers” zaczęła opuszczać trybuny Ibrox. Wówczas, na sekundy przed końcowym gwizdkiem, Colin Stein doprowadził do wyrównania, ustalając wynik spotkania na 1:1. W tym czasie upadek dziecka pośród tłumu wychodzącego ze stadionu schodami nr 13 spowodował, że ludzie zaczęli się wzajemnie tratować. Naporu nie wytrzymały barierki i ogromny ścisk przyczynił się do zablokowania dróg oddechowych, a w konsekwencji śmierci 66 kibiców. Wydarzenia z tamtego popołudnia, znane pod nazwą Ibrox disaster, zapoczątkowały szereg zmian na stadionie Rangers, a podczas jego gruntownej modernizacji wzorowano się na obiekcie Borussii Dortmund – Westfalenstadion.
Rozczarowująca dyspozycja na krajowym podwórku w kolejnym sezonie (dopiero trzecia pozycja w Scottish League Division One i gra bez sukcesów w szkockich pucharach), została w pełni zrekompensowana występami w rozgrywkach europejskich. Rangers rozpoczęli zmagania w Pucharze Zdobywców Pucharów od pierwszej rundy, w której zmierzyli się ze Stade Rennais, remisując we Francji 1:1 i zwyciężając w Glasgow 1:0. Kolejnym przeciwnikiem „The Gers” byli piłkarze Sportingu. Spotkanie rozgrywane na Ibrox zakończyło się zwycięstwem gospodarzy 3:2 i w takim samym stosunku triumfowali dwa tygodnie później w portugalskiej stolicy gracze „Lwów”. W dogrywce obie drużyny wpisały się na listę strzelców i choć wynik 3:4 premiował do dalszej gry podopiecznych Waddella, prowadzący to spotkanie holenderski arbiter Laurens van Raavens błędnie zadecydował o konieczności rozegrania serii rzutów karnych, w której lepiej spisali się Portugalczycy. Ich radość z awansu nie trwała jednak długo, gdyż wkrótce po zakończeniu meczu menedżer Rangers zwrócił uwagę na obowiązujący przepis o bramkach strzelanych na wyjeździe i ostatecznie to szkocka drużyna znalazła się w ćwierćfinale. W nim „The Gers” spotkali się z AC Torino i podobnie jak w przypadku pierwszego dwumeczu zremisowali 1:1 na terenie rywala i jedną bramką zwyciężyli na własnym obiekcie. W kolejnej rundzie ekipa z Glasgow skutecznie walczyła z Bayernem Monachium (1:1 w Niemczech, 2:0 w Szkocji) i zapewniła sobie udział w majowym finale, gdzie przeciwnikiem był zdobywca Pucharu ZSSR – Dinamo Moskwa. Rangers zwyciężyli 3:2 i wywalczyli swoje pierwsze i jak dotąd jedyne europejskie trofeum, osiągając tym samym największy sukces na arenie międzynarodowej.
| 24 maja 1972 | Rangers | 3:2(2:0) | Dinamo Moskwa | Camp Nou, Barcelona Widzów: 24 701 Sędzia: José María Ortiz de Mendíbil (Hiszpania) |
| 24 maja 1972 | Colin Stein 23' · Willie Johnston 40', 49' | 3:2(2:0) | Władimir Esztrekow 60' · Aleksandr Machowikow 87' | Camp Nou, Barcelona Widzów: 24 701 Sędzia: José María Ortiz de Mendíbil (Hiszpania) |
| Peter McCloy – Sandy Jardine, Willie Mathieson, John Greig (kapitan), Derek Johnstone; David Smith, Tommy McLean, Alfie Conn, Alex MacDonald; Colin Stein, Willie Johnston | Peter McCloy – Sandy Jardine, Willie Mathieson, John Greig (kapitan), Derek Johnstone; David Smith, Tommy McLean, Alfie Conn, Alex MacDonald; Colin Stein, Willie Johnston |          | Władimir Pilguj – Władimir Basałajew, Jożef Sabo (kapitan), Walerij Szyjkow, Władimir Dołbonosow (69' → Michaił Gierszkowicz), Jewgienij Żukow, Oleg Dołmatow, Aleksandr Machowikow, Anatolij Bajdaczny, Andriej Jakubik (56' → Władimir Esztrekow), Giennadij Jewriużychin | Władimir Pilguj – Władimir Basałajew, Jożef Sabo (kapitan), Walerij Szyjkow, Władimir Dołbonosow (69' → Michaił Gierszkowicz), Jewgienij Żukow, Oleg Dołmatow, Aleksandr Machowikow, Anatolij Bajdaczny, Andriej Jakubik (56' → Władimir Esztrekow), Giennadij Jewriużychin |

Po zakończeniu spotkania świętujący kibice „The Gers” opanowali murawę Camp Nou, wskutek czego John Greig otrzymał trofeum z rąk oficjeli UEFA w jednym ze stadionowych pomieszczeń. W związku z zachowaniem fanów szkockiej drużyny włodarze moskiewskiego klubu domagali się ponownego rozegrania finałowego pojedynku i choć początkowo ku takiemu scenariuszowi skłaniała się Europejska Unia Piłkarska, do powtórki nigdy nie doszło i Rangers zachowali wywalczone w Barcelonie trofeum. Mimo to klub został ukarany dwuletnim zakazem występu w rozgrywkach międzynarodowych (ostatecznie zawieszenie to skrócono do jednego roku), co odebrało „The Gers” szansę na obronę tytułu w kolejnym sezonie.
Tydzień po zdobyciu Pucharu Zdobywców Pucharów z funkcji menedżera niespodziewanie zrezygnował Waddell i postanowił zająć miejsce w zarządzie, a dotychczasowe stanowisko przekazał swojemu doradcy – Jockowi Wallace'owi, który oficjalnie nowym szkoleniowcem został 31 maja 1972 r.

### Jock Wallace (1972–1978)
Początek pracy Jocka Wallace’a w roli menedżera był nieudany (dwa zwycięstwa w pierwszych sześciu ligowych spotkaniach) i choć od października aż do końca rozgrywek Rangers doznali zaledwie jednej porażki, wygrywając przy tym zdecydowaną większość pojedynków i notując zarazem serię szesnastu kolejnych triumfów w Division One, ostatecznie przegrali z Celtikiem jednym punktem walkę o mistrzostwo. Klub wygrał za to Puchar Szkocji, w finale triumfując 3:2 nad lokalnym rywalem w obecności ponad 120 tysięcy widzów, wśród nich Księżnej Aleksandry.
Mimo że w kolejnym sezonie „The Gers” nie zanotowali większych sukcesów, a w rozgrywkach ligowych uplasowali się na najniższym stopniu podium, to rok później piłkarze prowadzeni przez Wallace’a przerwali trwającą blisko dekadę dominację „The Bhoys” i po jedenastu latach zdobyli Mistrzostwo Szkocji, zdecydowanie wyprzedzając ekipy Hibernianu i Celticu. Sezon 1974/1975 był zarazem ostatnim, w którym szkocka ekstraklasa liczyła osiemnaście zespołów. Od 1975 r. nosiła ona miano Scottish Premier Division i uczestniczyła w niej już tylko dziesiątka najlepszych drużyn w kraju. W pierwszych zawodach rozgrywanych w nowej formule ponownie bezkonkurencyjni okazali się zawodnicy z Ibrox, którzy dodatkowo wywalczyli Puchar Szkocji (3:1 z Hearts) i Puchar Ligi (1:0 z Celtikiem), kompletując tym samym trzecią w historii potrójną koronę.
Rozczarowujący przebieg sezonu 1976/1977, zakończonego nieskuteczną obroną wszystkich trzech trofeów został możliwie jak najlepiej zrekompensowany rok później, kiedy to Rangers drugi raz w przeciągu trzech lat zwyciężyli w lidze i dwóch krajowych pucharach. W Premier Division słabo spisał się Celtic, zajmując dopiero piąte miejsce, a do ostatnich tygodni walkę o tytuł „The Gers” toczyli z Aberdeen. Z tą samą drużyną podopieczni Wallace’a wygrali 2:1 w finale Scottish Cup, a triumf w League Cup został osiągnięty dzięki pokonaniu takim samym stosunkiem rywala zza miedzy.
Mimo zdominowania krajowego podwórka i tak wyczekiwanego zdetronizowania Celticu, Wallace rozstał się z klubem 23 maja 1978 roku. Przyczyną takiego ruchu była sprzeczka z Williamem Waddellem i klubowym zarządem, który dzień później ogłosił nowym menedżerem dotychczasowego kapitana „The Gers” – Johna Greiga.

### John Greig (1978–1983)

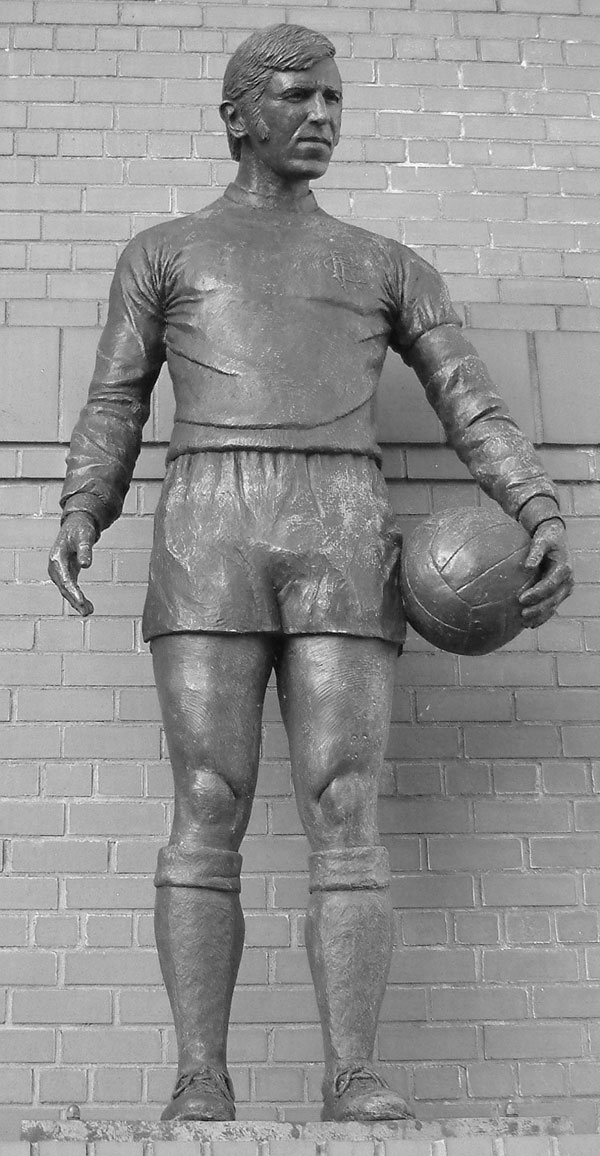
Rzeźba przedstawiająca Johna Greiga, Ibrox Stadium

Greig, rekordzista pod względem występów w barwach „The Gers”, który całą swoją karierę spędził w klubie z Ibrox natychmiast po rezygnacji Jocka Wallace zakończył zawodowe granie w piłkę nożną i przejął schedę po poprzednim szkoleniowcu. Początki Greiga na trenerskim stołku okazały się nieudane i dowodzony przez niego zespół w pierwszych dziewięciu spotkaniach ligowych zdołał zwyciężyć zaledwie raz. Mimo że gra i wyniki odnoszone przez aktualnego wówczas mistrza Szkocji nie uległy znaczącej poprawie, to Rangers byli bardzo blisko końcowego triumfu. Ostatecznie tytuł trafił w ręce Celticu, który zakończył zmagania z trzema punktami więcej, a decydująca o utracie miana najlepszej drużyny w kraju była derbowa porażka w dzielnicy Parkhead 2:4, mimo że jeszcze na osiem minut przed końcem meczu był remis, pozwalający „The Gers” na zachowanie pozycji lidera wobec dwóch pozostających do rozegrania spotkań. Nowi mistrzowie zwyciężyli więc ligę rekordowo małą liczbą zdobytych punktów (48). Pocieszeniem po przegranej walce w Scottish Premier Division były skutecznie obronione trofea Pucharu Szkocji (zwycięstwo z Hibernianem 0:0, 0:0, 3:2) i Pucharu Ligi (2:1 z Aberdeen) oraz dobry występ w Pucharze Europy – wyeliminowanie Juventusu oraz PSV Eindhoven i dopiero ćwierćfinałowa porażka z FC Köln.
W kolejnych latach pod wodzą Greiga Rangers spisywali się już zdecydowanie słabiej. Piłkarze z Ibrox nie byli w stanie nie tylko nawiązać wyrównanej rywalizacji z lokalnym rywalem, ale również z nową konkurencją z wschodniego wybrzeża Szkocji – Aberdeen i Dundee United, które zyskały wówczas miano New Firm, w opozycji do „starych” gigantów z Glasgow. „The Gers” zajmowali wówczas kolejno piątą, dwukrotnie trzecią i czwartą pozycję, bez powodzenia startowali w rozgrywkach europejskich i jedynym pocieszeniem była gra w krajowych pucharach. W Scottish Cup drużyna regularnie dochodziła do meczu finałowego, ale tylko jeden z nich – w sezonie 1980/1981 – zakończył się zdobyciem trofeum (0:0, 4:1 nad Dundee United). Dwa razy Rangers wystąpili w decydującym spotkaniu Scottish League Cup i pół roku po wywalczeniu Pucharu Szkocji zanotowali swój, jak się okazało, ostatni ważny triumf pod wodzą Greiga, ponownie odprawiając z kwitkiem ekipę z Dundee, zwyciężając 2:1.
Po przegraniu pięciu z dziewięciu pierwszych pojedynków ligowych nowego sezonu i czując rosnącą presję ze strony mediów i kibiców (średnia frekwencja na trybunach Ibrox spadła na początku lat 80. o prawie osiem tysięcy) Greig zrezygnował z funkcji menedżera 28 października 1983 roku. Tymczasowo drużynę prowadził Tommy McLean, a klubowy zarząd złożył oferty pracy obecnym wówczas szkoleniowcom Aberdeen i Dundee United, ale zarówno Alex Ferguson, jak i brat McLeana – Jim odrzucili możliwość poprowadzenia Rangers. Ostatecznie, 10 listopada na Ibrox powrócił Jock Wallace i to on został następcą Greiga.

### Jock Wallace (1983–1986)
Druga przygoda Jocka Wallace’a z Rangers nie okazała się równie udana jak pierwsza, mimo że obejmował on posadę menedżera w podobnym okresie jak na początku lat 70. Sezon 1983/1984, w trakcie którego nastąpiła zmiana szkoleniowców, „The Gers” zakończyli ostatecznie na czwartym miejscu w lidze ze sporą stratą do Aberdeen. Drużyna wywalczyła jednak Puchar Ligi Szkockiej, po pokonaniu Celticu 3:2, dzięki trzem trafieniom nowego napastnika – Ally'ego McCoista, który już w pierwszym swoim sezonie w barwach nowego zespołu dwudziestokrotnie pokonywał bramkarzy rywali. McCoist, który na Ibrox trafił jeszcze za kadencji Johna Greiga, osiem razy wygrywał wewnętrzną rywalizację o miano najskuteczniejszego zawodnika Rangers, a w trakcie piętnastu lat gry na Ibrox zdobył łącznie 355 bramek, dzięki czemu zdecydowanie prowadzi w klasyfikacji najlepszych strzelców w historii klubu.
W kolejnym sezonie „The Gers” w dalszym ciągu nie potrafili nawiązać skutecznej rywalizacji z dominującym trio – Aberdeen, Celtic, Dundee United i znów zajęli dopiero czwarte miejsce w Scottish Premier Division. Ponownie jednak drużyna Wallace’a okazała się najlepsza w rozgrywkach Pucharu Ligi, które po raz trzynasty w historii padły łupem Rangers. W finałowym pojedynku ekipa z Glasgow minimalnie zwyciężyła Dundee United.
Szybkie odpadnięcie z rozgrywek pucharowych w sezonie 1985/1986, a także jeszcze słabsza dyspozycja w lidze (ostatecznie „The Gers” zajęli piątą lokatę i zgromadzili najmniej punktów w swojej historii – 35 w 36 spotkaniach) sprawiły, że Wallace podał się do dymisji jeszcze na kilka kolejek przed zakończeniem zmagań o mistrzostwo – 7 kwietnia 1986 roku. Dzień później nowym menedżerem klubu został Graeme Souness, któremu powierzono zadanie odbudowania pogrążonego w kryzysie zespołu.

### Graeme Souness (1986–1991)
Zasiadający wówczas na stanowisku prezesa Rangers David Holmes postanowił pozyskać w kwietniu 1986 roku za kwotę 300 tysięcy funtów pomocnika Sampdorii – Graeme’a Sounessa i uczynił go pierwszym grającym menedżerem „The Gers”. Asystentem nowego szkoleniowca został pracujący dotychczas w Dundee United Walter Smith i wkrótce po dokończeniu nieudanego sezonu 1985/1986 rozpoczęła się nowa era w dziejach klubu, która przeszła do historii jako The Souness Revolution.
W wyniku zamieszek na Heysel z maja 1985 r. i zawieszenia jakie nałożyła UEFA na kluby Football League First Division, nowy menedżer miał ułatwione zadanie w realizacji swojego celu, jakim było zbudowanie swojego zespołu w oparciu o angielskich, a nie jak dotychczas, jedynie szkockich zawodników. Już pierwszego lata pod wodzą Sounessa na Ibrox trafiło kilku graczy zza południowej granicy, na czele z reprezentantami kraju Chrisem Woodsem (pomiędzy 29 listopada 1986 r. a 31 stycznia 1987 r. nowo pozyskany bramkarz ustanowił brytyjski rekord 1196 minut bez straconej bramki) i Terrym Butcherem, a premierowy dla nich sezon 1986/1987 zakończył się zdobyciem pierwszego od dziewięciu lat Mistrzostwa Szkocji oraz Pucharu Ligi Szkockiej, po finałowej wygranej 2:1 nad Celtikiem.
Pomimo kolejnych głośnych transferów z 1987 r. (m.in. Richard Gough, Ray Wilkins, Trevor Francis czy Mark Walters) i stale słabnącej siły New Firm „The Gers” rozczarowali w rozgrywkach ligowych, nie zdołali obronić tytułu i ostatecznie zajęli trzecią pozycją, przegrywając nie tylko z Celtikiem, ale i z Hearts. W Pucharze Mistrzów drużyna z Ibrox zanotowała najlepszy od dziewięciu lat wynik, dochodząc do fazy ćwierćfinałowej (porażka w dwumeczu 2:3 ze Steauą Bukareszt), a ponownym sukcesem zakończył się start w League Cup, gdzie Rangers zwyciężyli w decydującym pojedynku Aberdeen (3:3, 5:3 w rzutach karnych).
Począwszy od sezonu 1988/1989, przez dziewięć kolejnych lat klub wygrywał ligowe rozgrywki, wyrównując tym samym osiągnięcie Celticu z lat 60. i 70. XX wieku, a okres ten na kartach historii zapisał się jako Nine In A Row.
W 1989 roku klub zdobył tytuł mistrzowski z przewagą sześciu punktów, notując między innymi najwyższą w historii wygraną w derbowym pojedynku, pokonując Celtic 5:1 (w rywalizacji obu klubów trzykrotnie „The Gers” osiągali taki rezultat). Po ligowym spotkaniu na Pittodrie Stadium na blisko trzy lata z gry wykluczony został Ian Durrant, po brutalnym faulu Neila Simpsona. Również z Aberdeen piłkarze z Ibrox zmierzyli się w finale Pucharu Ligi (wygrana 3:2), a do pełni szczęścia zabrakło jedynie triumfu w Scottish Cup, gdzie minimalnie lepsi okazali się „The Bhoys”, zwyciężając na Hampden 1:0.
23 listopada 1988 r. nowym właścicielem Rangers został David Murray, kupując od Lawrence’a Marlborough za 6 milionów funtów większościowe udziały, a w czerwcu następnego roku mianował się prezesem, zastępując na tym stanowisku Holmesa. Od początku swojego panowania na Ibrox Murray zaskakiwał wielu kibiców i obserwatorów swoimi działaniami, a jednym z najbardziej szokujących posunięć było pozyskanie już po kilku tygodniach Mo Johnstona – byłego gracza Celticu i pierwszego od kilkudziesięciu lat otwartego wyznawcy religii rzymskokatolickiej do mającego protestanckie tradycje Rangers. Tylko w pierwszym dziesięcioleciu władania szkockim klubem nowy właściciel przeznaczył na wzmocnienia składu i rozwój infrastruktury przeszło 140 milionów funtów i to właśnie w tych działaniach eksperci doszukują się genezy kryzysu finansowego Rangers.
Mimo fatalnego początku kolejnego sezonu, umiarkowanie dobrej drugiej części sezonu i wygraniu zaledwie 20 z 36 ligowych meczów Rangers ponownie okazali się najlepszym zespołem w kraju, siedmioma punktami dystansując Aberdeen i Hearts. Nie najlepsza postawa przełożyła się jednak na wyniki w Pucharze Europy, w których „The Gers” startowali bez większego powodzenia.
W sezonie 1990/1991 głównym rywalem Rangers w walce o mistrzostwo Szkocji był Aberdeen. 16 kwietnia 1991 r., gdy liga wkraczała w decydującą fazę, rezygnację złożył Souness, który postanowił pomóc swojemu byłemu klubowi – Liverpoolowi. Murray, w podziękowaniu za pracę jaką Szkot wykonał dla Rangers, pozwolił mu odejść do Anglii, a trzy dni później nowym menedżerem ogłosił Waltera Smitha, asystującemu do tej pory byłemu szkoleniowcowi. Ostatnim trofeum wywalczonym za kadencji Sounessa był Puchar Ligi zdobyty w listopadzie 1990 r. po finałowej wygranej 2:1 nad Celtikiem.

### Walter Smith (1991–1998)
Na cztery mecze przed końcem rozgrywek, w momencie przejęcia drużyny przez Waltera Smitha, Rangers zajmowali pozycję lidera szkockiej ekstraklasy z dwoma punktami przewagi nad Aberdeen. Dwa minimalne zwycięstwa poprzedzające wysoką porażkę z Motherwell sprawiły, że przed ostatnią kolejką to piłkarze z północno-wschodniej Szkocji wysunęli się na prowadzenie, dzięki korzystniejszemu bilansowi bramkowemu. W bezpośrednim meczu obu drużyn na Ibrox, który miał zadecydować o tytule mistrzowskim lepsi okazali się gospodarze i po dwóch trafieniach Marka Hateleya trzeci rok z rzędu zostali najlepszą szkocką drużyną.
Przed kolejnym sezonem, pierwszym pełnym za kadencji Smitha, dokonane zostały spore zmiany kadrowe. Ibrox opuścili między innymi Chris Woods, Mo Johnston i Trevor Smith, który za ponad 5,5 miliona funtów przeszedł do Olympique Marsylia, a w ich miejsce pozyskano takich zawodników jak Aleksiej Michajliczenko, Stuart McCall czy Andy Goram – w opinii większości kibiców „The Gers” najlepszy bramkarz w historii klubu. Nowi zawodnicy z powodzeniem zaprezentowali się w barwach nowego zespołu i przyczynili się do pewnego triumfu w rozgrywkach ligowych oraz wygrania pierwszego od jedenastu lat Pucharu Szkocji (2:1 w finale z Airdrieonians).
Sezon 1992/1993 był jednym z najlepszych w wykonaniu Rangers w całej historii klubu. Oprócz wyraźnie zdobytego kolejnego z rzędu trofeum za mistrzostwo, „The Gers” wywalczyli Puchar Ligi Szkockiej i Puchar Szkocji (finałowe wygrane 2:1 nad Aberdeen) kompletując piątą potrójną koronę. Piłkarze Smitha wystartowali również w debiutanckich rozgrywkach Ligi Mistrzów, gdzie po wygranych w eliminacjach z Lyngby (3:0) i Leeds United (4:2) trafili do fazy grupowej, rozgrywanej w nietypowym formacie, zgodnie z którym zwycięzca awansował bezpośrednio do finału. W niej Mistrzowie Szkocji rywalizowali z Olympique Marsylia, Club Brugge oraz CSKA Moskwa i pomimo nieprzegrania żadnego z sześciu spotkań ostatecznie wywalczyli zaledwie punkt mniej od francuskiej ekipy. Choć ekipie z Ligue 1 udowodniono działania korupcyjne na krajowym podwórku w trakcie tego samego sezonu, to wskutek braku dowodów na podobne działania w zawodach organizowanych przez UEFA, wyniki klubu z Marsylii zostały podtrzymane, a Rangers nigdy później nie znaleźli się tak blisko zdobycia najcenniejszego europejskiego trofeum.
Choć w kolejnym sezonie europejska przygoda „The Gers” zakończyła się już na pierwszej rundzie, po porażce w dwumeczu z Lewskim Sofia, ponownie udało się zwyciężyć w Premier Division i Pucharze Ligi (2:1 nad Hibernianem w finale) i tylko przegrana 0:1 w decydującym meczu Scottish Cup z Dundee United powstrzymała klub z Ibrox od kolejnego Treble.
Głośny transfer Briana Laudrupa za kwotę 2,5 mln funtów pozwolił drużynie Smitha na zdobycie siódmego z rzędu mistrzowskiego tytułu z bardzo wysoką przewagą nad drugim w tabeli Motherwell, co zrekompensowało szybkie odpadnięcie z rozgrywek pucharowych. Radość z kolejnego ligowego sukcesu przesłoniła jednak wiadomość o nagłej śmierci Davie Coopera – klubowej legendy i ulubieńca kibiców z lat 70. i 80.
Przed sezonem 1995/1996 na Ibrox trafił reprezentant Anglii – Paul Gascoigne, który w dużej mierze przyczynił się do ponownego zwycięstwa w Premier Division, zdobywając łącznie dziewiętnaście trafień, wśród nich hat-tricka w pieczętującej tytuł mistrzowski wygranej nad Aberdeen (3:1). Po dwóch latach przerwy „The Gers” wystartowali, tym razem bez powodzenia, w fazie grupowej Champions League, a do ósmego z rzędu mistrzostwa dołożyli Puchar Szkocji po zwycięstwie 5:1 w finale nad Hearts.
Decydujące w zdobyciu Mistrzostwa Szkocji w sezonie 1996/1997 okazały się cztery ligowe derbowe pojedynki z Celtikiem. Powracający po latach problemów finansowych do wysokiej dyspozycji zawodnicy „The Bhoys” dorównywali kroku w trakcie rozgrywek Premier Division, ale w bezpośrednich starciach zdobyli zaledwie jednego gola i dzięki kolejnym wygranym 2:0, 1:0, 3:1, 1:0 to Rangers okazali się w końcowym rozrachunku lepsi o pięć punktów. Rywal zza miedzy zrewanżował się za te porażki w Pucharze Szkocji, ale League Cup trafiło ponownie na Ibrox po finałowym zwycięstwie 4:3 z Hearts.
Choć w sezonie 1997/1998 nowo pozyskany Włoch Marco Negri strzelał gole w każdym z pierwszych dziesięciu meczów (zdobywając wówczas 23 bramki), to ogłoszona w lutym decyzja Waltera Smitha o planowanym opuszczeniu klubu po zakończeniu rozgrywek oraz marcowe odejście Gascoigne'a miały znaczący wpływ na obniżkę formy zespołu. Pomimo wygranej nad Celtikiem na cztery kolejki przed końcem sezonu, co pozwoliło objąć pozycję lidera, w trzech następnych spotkaniach „The Gers” dwukrotnie przegrywali, w tym z Kilmarnock po bramce z 90. minuty, która pozwoliła lokalnemu rywalowi na przypieczętowanie tydzień później mistrzowskiego tytułu. W Pucharze Szkocji klub przegrał 1:2 z Hearts, przez co był to pierwszy od dwunastu lat sezon bez zdobytego trofeum (z Pucharu Ligi piłkarzy z Ibrox wyeliminowało w ćwierćfinale Dundee United). Zapowiedziane wcześniej odejście Smitha ostatecznie nastąpiło 31 maja 1998 r. Dzień później jego następcą mianowano pierwszego w historii klubu zagranicznego menedżera – Holendra Dicka Advocaata.

### Dick Advocaat (1998–2001)

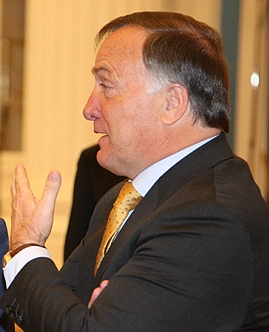
Dick Advocaat – pierwszy w historii Rangers zagraniczny szkoleniowiec

Przybycie na Ibrox dotychczasowego szkoleniowca PSV Eindhoven było początkiem niespotykanej wcześniej w Glasgow ofensywy transferowej, której efektem miało być nie tyle zdominowanie krajowych rozgrywek, co odegranie znaczącej roli na arenie europejskiej. Odejście większości zawodników z ery Nine In A Row zmusiło nowego menedżera do całkowitego zreorganizowania kadry, na co wydano podczas pierwszego dla Holendra sezonu kwotę 36 milionów funtów, a wśród nowych nabytków znaleźli się między innymi Giovanni van Bronckhorst, Arthur Numan oraz Andriej Kanczelskis, którego pozyskano za rekordowe wówczas 5,5 mln. W celu dorównania europejskim standardom, na wniosek Advocaata, rozpoczęto także budowę nowoczesnego ośrodka szkoleniowego, której koszt wyniósł około 14 mln.
Choć tak znaczące wydatki nie przełożyły się w oczekiwanym stopniu na sukcesy w Europie (odpadnięcie w trzeciej rundzie Pucharu UEFA z AC Parma) to udany okazał się przebieg krajowych rozgrywek, całkowicie zdominowanych przez Rangers, którzy sięgnęli po szóstą w historii klubu potrójną koronę. Tytuł mistrzowski odzyskany został po meczu na Celtic Park, wygranym 3:0, w finale Pucharu Ligi Szkockiej słabsi okazali się zawodnicy St. Johnstone, a w decydującym meczu Scottish Cup – rywale zza miedzy.
Kolejnego lata jedynym poważnym wzmocnieniem był Michael Mols pozyskany za 4 mln funtów z Utrechtu, ale tego samego roku na Ibrox trafił pierwszy polski zawodnik – Dariusz Adamczuk. Sezon 1999/2000 okazał się jednym z najlepszych w historii pod względem występów w rozgrywkach ligowych, gdyż drugi w tabeli Celtic stracił ostatecznie do Rangers 21 punktów. Równie dobrze „The Gers” spisali się w Pucharze Szkocji, gdzie w finałowym pojedynku wygrali 4:0 z Aberdeen i mimo że z tą samą drużyną polegli na etapie ćwierćfinałów Pucharu Ligi, to zaprezentowali się z nieco lepszym skutkiem na europejskich arenach. Siedem punktów wywalczonych w fazie grupowej Champions League dały awans z trzeciego miejsca do rundy play-off Pucharu UEFA, gdzie po serii rzutów karnych lepsza okazała się Borussia Dortmund.
Przed sezonem 2000/2001 David Murray ponownie postanowił zwiększyć szansę na sukces w Lidze Mistrzów, przeznaczając łącznie blisko 31 mln funtów na transfery. Na Ibrox przybyli m.in. Holendrzy – Bert Konterman, Fernando Ricksen i kupiony z Barcelony Ronald de Boer, a także norweski napastnik Tore André Flo, który kosztował klub rekordowe 12 mln. W tym samym czasie powzięto kroki prawne w celu zwiększenia kapitału i redukcji zadłużenia poprzez przekształcenie spółki kontrolującej klub od 1899 r. z limited liability company w public limited company (będącej zbliżeniem do rozumianej w polskim znaczeniu spółki akcyjnej), co doprowadziło do zmiany jej nazwy w The Rangers Football Club plc. Drużyna ponownie zajęła trzecie miejsce w grupie Ligi Mistrzów i szybko odpadła z UEFA Cup, słabo spisała się na krajowym podwórku, przegrywając z Celtikiem walkę o Mistrzostwo Szkocji piętnastoma punktami i doznając w międzyczasie porażki 2:6 w Old Firm Derby, a także szybko odpadła z Pucharu Szkocji i Pucharu Ligi.
4 lipca na przedmieściach Glasgow otwarto kompleks treningowy – Murray Park, nazwany na cześć jego fundatora, ale wydane latem 2001 r. kolejne 11 mln na nowych graczy nie poprawiły sytuacji Rangers. Przegranie walki o awans do fazy grupowej Champions League i słabnąca dyspozycja w Scottish Premier League sprawiły, że 12 grudnia 2001 r. Advocaat podał się do dymisji, objął stanowisko dyrektora piłkarskiego i wspólnie z Murrayem wyznaczył na nowego menedżera Alexa McLeisha.

### Alex McLeish (2001–2006)
Początek pracy na Ibrox nowego menedżera okazał się udany. Rangers pod wodzą Alexa McLeisha doznali w rozgrywkach ligowych zaledwie jednej porażki i pomimo bardzo dobrych rezultatów nie zdołali odrobić jedenastopunktowej straty do znakomicie dysponowanego wówczas Celticu. Dobra gra „The Gers” w drugiej części sezonu przełożyła się jednak na wywalczenie dwóch trofeów – Pucharu Ligi, po pewnym zwycięstwie w finale nad Ayr United (4:0) i Pucharu Szkocji, zakończonego emocjonującym pojedynkiem z „The Bhoys”, wygranym 3:2.
Stale rosnące zadłużenie sprawiło, że przed sezonem 2002/2003 McLeish był w stanie pozyskać nowych graczy jedynie za pieniądze uzyskane ze sprzedaży Tore Andre Flo. Rangers przeprowadzili więc latem 2002 roku dwa gotówkowe transfery, w tym 20-letniego Mikela Artety. Mimo radykalnego wprowadzania sporych oszczędności drużyna udanie spisała się w krajowych rozgrywkach. Przez pierwsze pięć miesięcy była niepokonana w Scottish Premier League i dopiero dwie wiosenne porażki z Celtikiem zrównały obie ekipy w tabeli. Na kolejkę przed końcem ligowych zawodów oba kluby z Glasgow miały identyczną liczbę punktów i bilans bramkowy, a „The Gers” zajmowali pierwszą lokatę tylko dzięki jednej bramce strzelonej więcej. O tytule mistrzowskim zadecydowała więc wysokość wygranej w ostatnim meczu i triumf na Ibrox 6:1, wobec wygranej Celticu 4:0 dał klubowi jubileuszowe, 50. w historii Mistrzostwo Szkocji. Równie skutecznie podopieczni McLeisha spisali się w Pucharze Ligi (zwycięstwo w finale 2:1 z „The Bhoys”), a kończąca sezon wygrana z Dundee na Hampden Park dała Rangers kolejny Puchar Szkocji i tym samym siódmą, ostatnią jak dotychczas, potrójną koronę.
Odejście z klubu kilku podstawowych zawodników, na czele z kapitanem Barrym Fergusonem, znacząco wpłynęło na wyniki Rangers w kolejnych rozgrywkach. Mimo udanego startu „The Gers” coraz częściej tracili punkty, a dodatkowo polegli we wszystkich czterech derbach miasta i ostatecznie stracili do Celticu aż siedemnaście punktów. Równie nieudanie ekipa z Ibrox spisała się w walce o obronę krajowych pucharów, gdzie między innymi ponownie musiała uznać wyższość lokalnego rywala, a sytuacji nie poprawiły również występy na arenie europejskiej. Po dwóch latach przerwy Rangers znaleźli się co prawda w fazie grupowej Ligi Mistrzów, ale wywalczyli w niej zaledwie cztery punkty i zajęli ostatnią pozycję.
Powrót na Ibrox Fergusona połączony z transferami stosunkowo niedrogich zawodników (Dado Pršo, Nacho Novo, Marvin Andrews, Thomas Buffel) i ostateczne pożegnanie się ze wszystkimi grającymi jeszcze za czasów Advocaata ponownie pozwoliło klubowi odzyskać miano najlepszej drużyny w kraju. Tylko dwie porażki w sezonie zasadniczym Scottish Premier League sprawiły, że przed pięcioma rozstrzygającymi pojedynkami Rangers tracili do równie dobrze grającego Celticu dwa punkty. Mimo że Rangers przegrali pod koniec kwietnia z Celtikiem, to częściowo odrobili straty i do ostatniego meczu przystępowali mając ponownie dwa punkty mniej. Zwycięstwo z Hibernianem 1:0 oraz porażka Celticu z Motherwell 1:2 (dzięki bramkom Scotta McDonalda z końcówki meczu) zapewniły Rangers ligowe trofeum, a dzień 22 maja 2005 roku przeszedł do historii szkockiego futbolu jako Helicopter Sunday, od tego, w jaki sposób dostarczono do Edynburga nagrodę dla zwycięzców SPL. W tym samym roku na konto klubu trafił również Puchar Ligi Szkockiej, dzięki wygranej 5:1 z Motherwell.
Pomimo utrzymania w klubie najważniejszych zawodników przebieg ligowych rozgrywek w sezonie 2005/2006 okazał się największym od kilkunastu lat rozczarowaniem. „The Gers” regularnie tracili punkty z niżej notowanymi rywalami, notując w międzyczasie w SPL serię sześciu meczów bez zwycięstwa. Jeszcze w lutym 2006 r., po wcześniejszym odpadnięciu z krajowych pucharów i ligowej porażce z Aberdeen ogłoszono, że po zakończeniu rozgrywek ze stanowiska menedżera odejdzie McLeish, a zastąpi go znany z pracy w Olympique Lyon Paul Le Guen. Lepsza końcówka sezonu nie uchroniła jednak Rangers nie tylko od wyraźnie przegranej walki o mistrzostwo z Celtikiem, ale za silna okazała się także ekipa Hearts i ostatecznie „The Gers” finiszowali na najniższym stopniu podium.
Zdecydowanie lepiej McLeish prowadził wówczas swoją drużynę na arenie europejskiej. Po wygranych eliminacjach z cypryjskim Anorthosisem Famagusta Rangers trafili do fazy grupowej Ligi Mistrzów i po udanych występach z FC Porto, Interem Mediolan i Artmedią Bratysława zostali pierwszym szkockim klubem, który wywalczył awans do 1/8 finału najbardziej prestiżowych rozgrywek klubowych na świecie. W niej rywalem „The Gers” był hiszpański Villarreal CF, a dwa remisy – 2:2 w Szkocji i 1:1 w Hiszpanii premiowały do ćwierćfinału ekipę z La Liga.
Zgodnie z zapowiedzią, McLeish opuścił Glasgow 8 maja 2006 roku, a dzień później jego następcą oficjalnie został Le Guen.

### Paul Le Guen (2006–2007)

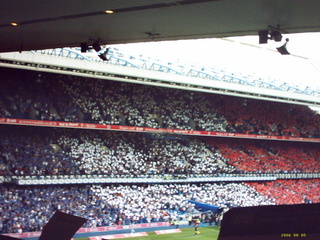
Oprawa przygotowana przez kibiców na powitanie Paula Le Guena

Paul Le Guen, który już od marca 2006 roku przygotowywał się do objęcia schedy po Alexie McLeishu, w trakcie letniego okienka transferowego pozbył się aż dwunastu zawodników pierwszego zespołu, między innymi Petera Løvenkrandsa i Fernando Ricksena oraz młodego szkockiego pomocnika Rossa McCormacka. W ich miejsce sprowadzono wielu mniej znanych graczy, a większość z nich odeszła z klubu już po kilku miesiącach.
Wyniki uzyskiwane w lidze przez drużynę Le Guena okazały się słabe i Rangers regularnie mieli problemy ze zdobywaniem punktów w starciach z niżej notowanymi rywalami – spośród pierwszych trzynastu meczów w SPL tylko pięć zakończyło się zwycięsko. Ponadto w listopadzie klub przegrał u siebie z drugoligowym St. Johnstone. W Pucharze UEFA po przebrnięciu rundy eliminacyjnej „The Gers” z dziesięcioma punktami wygrali rywalizację w grupie i zapewnili sobie na wiosnę udział w europejskich pucharach.
Po rozegraniu nieco ponad połowy ligowych pojedynków Rangers tracili do swojego największego rywala siedemnaście punktów i byli zmuszeni walczyć jedynie o drugą lokatę z napierającym duetem Aberdeen – Hearts. Le Guena nie ratowały także wyniki bezpośrednich rywalizacji z Celtikiem, bowiem w nich „The Gers” wywalczyli zaledwie punkt. W obliczu otwartego konfliktu szkoleniowca znad Sekwany z idolem kibiców – Barrym Fergusonem, którego Francuz pozbawił opaski kapitańskiej, w dniu 4 stycznia 2007 r., po siedmiu miesiącach, rozwiązany został za porozumieniem stron kontrakt z Le Guenem, którego tymczasowo zastąpił trener drużyny rezerw, Ian Durrant.

### Walter Smith (2007–2011)
Tymczasowo powołany na stanowisko menedżera Ian Durrant poprowadził Rangers tylko w jednym spotkaniu – przegranym 2:3 z Dunfermline Athletic w ramach trzeciej rundy Pucharu Szkocji. 10 stycznia 2007 roku zastąpił go Walter Smith, który porzucił pracę selekcjonera reprezentacji Szkocji, wracając do klubu, z którym w latach 90. wywalczył Nine In A Row. Wobec braku realnych szans na odzyskanie mistrzowskiego tytułu priorytetem dla Smitha stało się wywalczenie drugiego miejsca w lidze dającego prawo gry w eliminacjach Ligi Mistrzów. Seria trzynastu meczów bez porażki, w tym dwa derbowe zwycięstwa z Celtikiem pozwoliła na częściowe zmniejszenie straty do lokalnego rywala i pewne wywalczenie drugiej lokaty na koniec sezonu.
Po sporych zmianach kadrowych w lecie 2007 r., sprzedaży większości zawodników z ery Paula Le Guena i pozyskania w ich miejsce wielu utalentowanych i doświadczonych graczy za stosunkowo niewielkie pieniądze, Smith rozpoczął swój pierwszy pełny sezon z Rangers po dziewięcioletniej przerwie. Zwycięstwo w pierwszych pięciu meczach ligowych, poprzedzające mało udany okres z przełomu września i października, okraszone jednakże wysoką wygraną w Old Firm Derby pozwoliło na utrzymanie kontaktu z lokalnym rywalem na czele tabeli. Kolejne miesiące znów należały jednak do ekipy „The Gers”, która od listopada do kwietnia była niepokonana, notując w tym czasie serię kolejnych trzynastu wygranych spotkań w SPL. Tak dobre wyniki przełożyły się nie tylko na zdobycie pierwszego od trzech lat trofeum (marcowe zwycięstwo w finale Pucharu Ligi Szkockiej nad Dundee United), ale również udane reprezentowanie kraju na arenie europejskiej. Po przebrnięciu eliminacji Champions League (wygrane z Zetą Golubovci i Crveną Zvezdą Belgrad) Rangers trafili, w zgodnej opinii ekspertów, do najtrudniejszej spośród ośmiu grup. W rywalizacji z Barceloną, Olympique Lyon i VfB Stuttgart „The Gers” wywalczyli siedem punktów i dzięki zajęciu trzeciego miejsca awansowali do 1/16 finału Pucharu UEFA, gdzie kolejno eliminowali Panathinaikos AO (0:0, 1:1), Werder Brema (2:0, 0:1), Sporting CP (0:0, 2:0) i Fiorentinę (0:0, 0:0, 4:2 w rzutach karnych), co dało awans do finału tych rozgrywek. Choć jeszcze na początku maja drużyna Smitha miała szansę na wywalczenie The Quadruple (poczwórnej korony), to nagromadzenie wielu zaplanowanych już wcześniej oraz odwołanych z różnych względów spotkań zniweczyło te plany. Mające duży wpływ na końcowy wygląd tabeli trzy pozostające do rozegrania Old Firm Derby odbyły się na przestrzeni zaledwie czterech spotkań i poprzedziły one okres 21 dni, w trakcie których Rangers musieli aż ośmiokrotnie rywalizować na boisku, zaś na cztery ostatnie pojedynki w sezonie władze SFA i SPL przeznaczyły drużynie Smitha osiem dni. Tak absurdalne ułożenie terminarza w naturalny sposób przełożyło się na niepowodzenie zarówno w finale UEFA Cup (przegrana 0:2 z Zenitem Petersburg) i Scottish Premier League, gdzie bezpieczna, wydawała się przewaga, została w ostatnich tygodniach roztrwoniona i pozwoliła ekipie Celticu na sięgnięcie po raz trzeci z rzędu po tytuł mistrzowski. Pocieszeniem po dwóch dotkliwych porażkach był finał Pucharu Szkocji, zwyciężony przez „The Gers” 3:2 z ekipą Queen of the South.

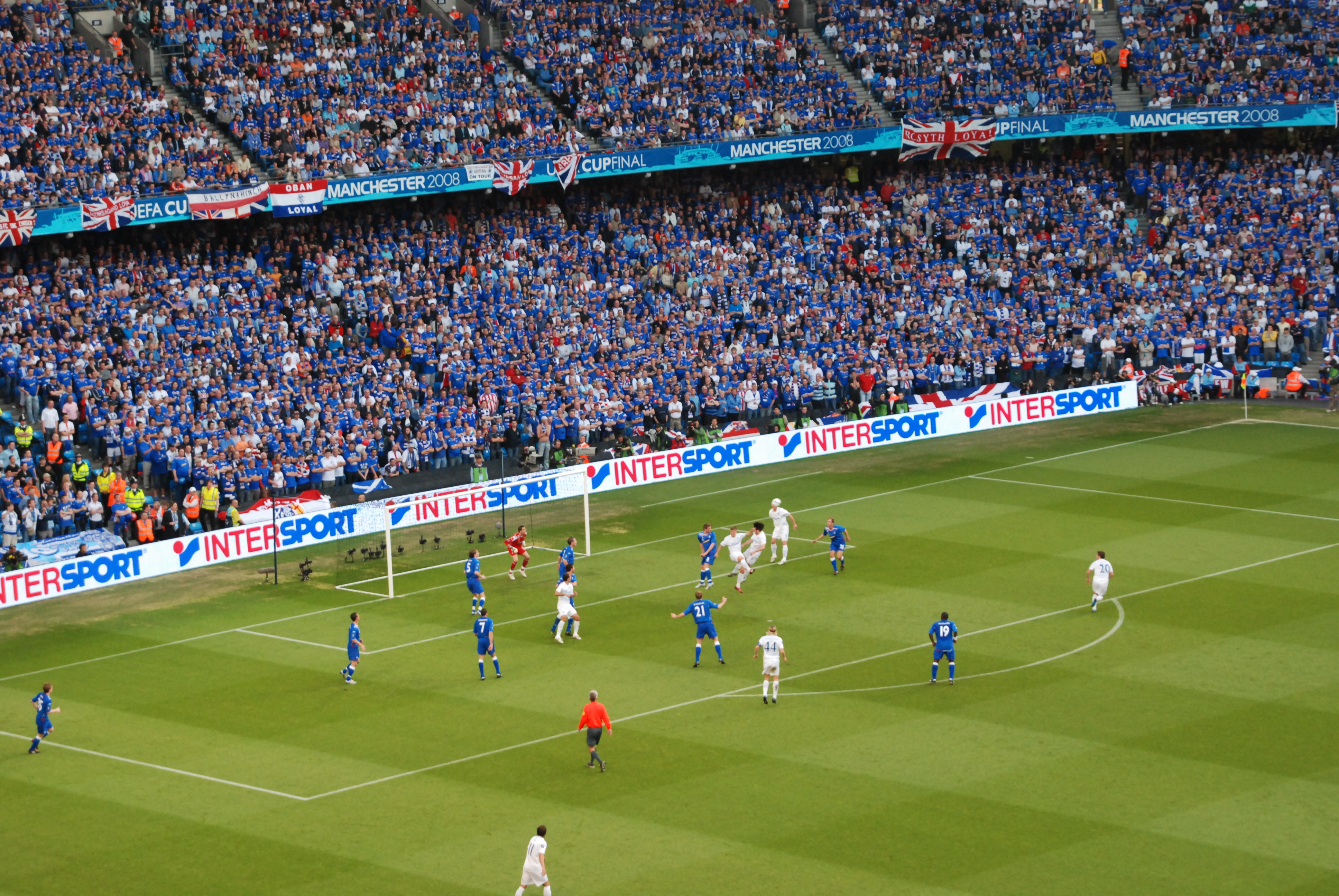
Finałowy mecz Pucharu UEFA z sezonu 2007/2008 rozgrywany na City of Manchester Stadium

Zanim na krajowych boiskach wystartował nowy sezon, Rangers zmierzyli się w eliminacjach Ligi Mistrzów z FBK Kowno. Mimo że zdecydowanym faworytem byli piłkarze z Ibrox, do dalszej fazy awansowali Litwini. Klęska na arenie europejskiej zmusiła sir Davida Murraya do przeznaczenia sporych środków finansowych na wzmocnienia składu. Do Glasgow trafiło wówczas dziewięciu nowych graczy, na których wydano blisko 18 mln funtów, ale dwie trzecie tej kwoty pochodziły ze sprzedaży kilku zawodników. Odważne działania na rynku transferowym ostatecznie opłaciły się i choć po przeciętnej w wykonaniu „The Gers” pierwszej części sezonu tracili oni do liderującego Celticu siedem punktów, to niezwykle udana końcówka rozgrywek pozwoliła wyprzedzić lokalnego rywala i różnicą czterech punktów wywalczyć pierwsze od 2005 r. mistrzostwo Szkocji. Do ligowego triumfu tydzień później piłkarze Smitha dołożyli Puchar Szkocji, po wygranej 1:0 nad Falkirk, a zdobycie potrójnej korony uniemożliwili gracze „The Bhoys”, którzy po dogrywce okazali się lepsi w finale Pucharu Ligi.
Choć przed sezonem 2009/2010 klub nie był w stanie dokonać żadnego transferu w wyniku pogłębiających się kłopotów finansowych, to zwyciężył rozgrywki ligowe. Piłkarze Smitha dokonali tej sztuki ostatecznie na trzy kolejki przed końcem i skompletowali zarazem kolejny dublet, wygrywając wcześniej z St Mirren finał Pucharu Ligi, mimo gry przez większość drugiej połowy w dziewiątkę. Kolejnym rozczarowaniem zakończył się natomiast występ w Lidze Mistrzów. Jako triumfatorzy SPL Rangers nie musieli przebijać się przez eliminacje, ale w grupie zajęli ostatnią pozycję z zaledwie dwoma punktami na koncie i upokarzającymi porażkami 1:4 na własnym stadionie z Sevillą i debiutującą na arenie europejskiej Unireą Urziceni.
Latem 2010 r. Smith przedłużył o jeden sezon wygasający wówczas kontrakt, zaznaczając jednocześnie, że po jego zakończeniu w wieku 63 lat przejdzie na sportową emeryturę. Mimo zwycięstw w pierwszych dziewięciu ligowych spotkaniach to ekipa Celticu przez dłuższą część rozgrywek zajmowała pozycję lidera. Niezwykle udany ostatni etap walki o mistrzostwo sprawił jednak, że Rangers wrócili do gry, a majowa porażka „The Bhoys” w zaległym pojedynku ze znacznie niżej notowanym Inverness Caledonian Thistle dała ekipie Smitha okazję na zdobycie trzeciego z rzędu tytułu. Pewnie odniesione zwycięstwa w ostatnich meczach i objęcie trzybramkowego prowadzenia po upływie niespełna siedmiu minut decydującego o ligowym triumfie starcia z Kilmarnock rozwiały wszelkie nadzieje lokalnego rywala. W sezonie 2010/2011 na Ibrox, oprócz trofeum za zwycięstwo w SPL, trafił Puchar Ligi, dzięki finałowej wygranej nad Celtikiem, a łącznie we wszystkich rozgrywkach obie ekipy spotkały się aż siedmiokrotnie, co nigdy wcześniej nie miało miejsca w ponad stuletniej rywalizacji obu klubów.
Na początku maja 2011 r. władzę w klubie przejął Craig Whyte, który za symbolicznego funta odkupił od Murraya większościowe udziały i zobowiązał się uregulować zadłużenie Rangers. Dokładnie dziesięć dni później, 16 maja z posady menedżera zrezygnował Smith, a jego miejsce zajął wyznaczony już wcześniej dotychczasowy asystent, Ally McCoist.

### Ally McCoist (2011–2014)
Początki samodzielnej pracy Ally'ego McCoista na Ibrox były nieudane. Drużyna szybko pożegnała się bowiem z krajowymi i europejskimi pucharami i szansą na jedyne trofeum było zdobycie czwartego z rzędu tytułu mistrzowskiego. Choć na początku listopada Rangers pewnie prowadzili w SPL, mając aż 15 punktów więcej od Celticu to jeszcze przed końcem roku to właśnie „The Bhoys” wysunęli się na czoło tabeli. Walka o końcowe zwycięstwo zakończyła się jednak przedwcześnie na skutek olbrzymich problemów finansowych Rangers.
Nowy właściciel, zdając sobie sprawę z trudnej sytuacji klubu z Glasgow, postanowił od początku swojego panowania na Ibrox nie rozliczać się z Urzędem Skarbowym. Po miesiącach negocjacji na własną prośbę Sąd Najwyższy w Edynburgu wyznaczył 14 lutego 2012 roku londyńską firmę Duff & Phelps jako zarząd komisaryczny klubu. Poskutkowało to automatyczną karą odebrania dziesięciu punktów w ligowej tabeli (a więc de facto mistrzostwem Szkocji dla Celticu). Konsekwencje dla Rangers okazały się jednak znacznie poważniejsze. Opublikowany przez Zarząd raport finansowy wykazał, w przypadku porażki w sądzie, szacowane zadłużenie na ponad 130 milionów funtów, co wobec braku inwestorów oznaczałoby likwidację klubu. Ostatecznie po wielu nieudanych próbach do porozumienia z Duff & Phelps doszło konsorcjum Sevco, dowodzone przez Charlesa Greena. Jego oferta dla wierzycieli w wysokości 8,5 mln została odrzucona w procesie Company Voluntary Arrangement, więc za 3 mln mniej zakupił on 14 czerwca 2012 r. klubowe aktywa (stadion, ośrodek treningowy, herb, nazwę, historię, kontrakty pracowników itp.) i przetransferował je do nowej spółki – The Rangers Football Club Ltd, która oficjalnie przejęła kontrolę nad klubem i prawa do wszystkich jego osiągnięć z przeszłości. Tego samego dnia powołane zostały również nowe władze z prezesem Malcolmem Murrayem na czele. Stara spółka założona w 1899 r. i przekształcona w 2000 r., została postawiona w stan likwidacji a firmie BDO Stoy Hayward LLP, powierzono również zadanie rozliczenia byłych dyrektorów i właścicieli, którzy doprowadzili do jej upadku.
Proces z utworzeniem tzw. NewCo, choć nie ma wpływu na istnienie klubu piłkarskiego, to niesie za sobą konsekwencje w postaci trzyletniego zakazu występu w rozgrywkach europejskich, a także konieczności uzyskania pozwolenia na wznowienie gry w Scottish Premier League. 4 lipca na Hampden Park prezesi klubów SPL podjęli decyzję o niedopuszczeniu Rangers do ekstraklasy, a dziewięć dni później „The Gers” przyjęto w szeregi Scottish Football League – na czwarty poziom rozgrywek.
Rangers, w dalszym ciągu prowadzeni przez McCoista, powrócili na boisko 29 lipca 2012 r., dzień po otrzymaniu od SFA licencji na grę, a nowy sezon zainaugurowali meczem 1. rundy Challenge Cup przeciwko trzecioligowemu Brechin City, zwyciężając po dogrywce 2:1. Pomimo sprowadzenia zawodników z doświadczeniem gry w szkockiej ekstraklasie i mierzenia się w rozgrywkach ligowych z drużynami półamatorskimi, „The Gers” jedenastokrotnie tracili punkty, trzykrotnie przegrywając, w tym dwa razy na Ibrox, a pierwszej porażki w Third Division doznali w wyjazdowym starciu ze Stirling Albion, które przed rozpoczęciem spotkania zajmowało ostatnie miejsce wśród zawodowych szkockich klubów. Ostatecznie drużyna z Glasgow zwyciężyła ligę z 24 punktami przewagi nad drugim Peterhead i uzyskała bezpośredni awans do Scottish Second Division. Rangers bez powodzenia startowali w krajowych pucharach – debiutancki występ w Challenge Cup zakończyli na etapie ćwierćfinałów, podobnie jak rozgrywki Pucharu Ligi Szkockiej, mimo wcześniejszego wyeliminowania lidera Scottish Premier League – Motherwell, a z Pucharem Szkocji pożegnali się w piątej rundzie po przegranej z Dundee United.
Na domowych meczach ligowych frekwencja wyniosła 45 774 widzów, co było piątym wynikiem na Wyspach Brytyjskich, a dodatkowo czterokrotnie pobity został światowy rekord liczby widzów na meczu piłkarskim czwartego poziomu rozgrywek, ustanowiony finalnie na spotkaniu kończącym rozgrywki Third Division w dniu 4 maja przeciwko Berwick Rangers, kiedy to na Ibrox zjawiło się 50 048 fanów.
Tuż przed końcem sezonu wskutek narastających ataków medialnych ze stanowiska Dyrektora Generalnego zrezygnował Charles Green, którego tymczasowo zastąpił Craig Mather. Wcześniej, bo 20 listopada 2012 roku sąd w Edynburgu ogłosił wyrok dotyczący tzw. Big Tax Case, stosunkiem głosów 2:1 postanawiając, że żądania Her Majesty’s Revenue and Customs (brytyjskiego Urzędu Skarbowego) na kwotę ponad 70 milionów funtów w sprawie domniemanych zaległości podatkowych z lat 2001–2010, które w znaczącym stopniu przyczyniły się do późniejszego bankructwa klubu były bezzasadne, a stosowanie przez „The Gers” za pośrednictwem Murray Group Holdings (spółki podległej byłemu właścicielowi) modelu Employee Benefits Trust (EBT) – zgodne z obowiązującym wówczas prawem. Pod koniec lutego natomiast specjalnie powołana przez zarząd Scottish Premier League komisja pod przewodnictwem Lorda Nimmo Smitha uznała klub winnym zatajenia dokumentów potwierdzających stosowanie EBT, jednocześnie zaznaczając, że Rangers nie uzyskali tym samym nieuczciwie sportowej przewagi i nałożyła na starą spółkę jedynie karę finansową w wysokości 250 tysięcy funtów, nie odbierając wywalczonych w badanym okresie tytułów.

## Symbole i barwy

### Herb
Rangers naprzemiennie używają obecnie dwóch herbów. Pierwszy z nich, przedstawiający splecione ze sobą litery R, F i C (pochodzące od pełnej nazwy klubu), pojawił się już w 1872 r., a po zakończeniu sezonu 2002/2003, w którym „The Gers” wywalczyli swoje 50. Mistrzostwo Szkocji, nad herbem umieszczono pięć złotych gwiazdek, z których każda miała symbolizować dziesięć tytułów. Począwszy od 1968 r. widnieje on na klubowych strojach.
W roku 1959 wprowadzono natomiast okrągły emblemat z centralnie umieszczonym na niebieskim tle czerwonym lwem otoczonym dwoma białymi pierścieniami – na wewnętrznym widnieje nawiązujące do klubowego motta hasło READY (zaczerpnięte od Aye Ready, co w języku szkockim znaczy zawsze gotowi), a na zewnętrznym RANGERS FOOTBALL CLUB. Choć herb ten regularnie pojawia się w działalności marketingowej klubu, nigdy nie został umieszczony na koszulkach zawodników.

### Koszulki
Od początku istnienia Rangers podstawowymi barwami klubu były błękit królewski (royal blue) i biel, a z czasem dołączyła do nich także czerwień. W oparciu o te trzy kolory co sezon projektowany jest nowy wygląd pierwszego kompletu strojów, którego podstawowy design pozostaje niezmienny – niebieska koszulka (często z białym bądź czerwonym wykończeniem), białe spodenki i czarno-czerwono-białe getry. Wyjątek od tej reguły stanowiły lata 1879–1883, kiedy to piłkarze „The Gers” występowali w koszulkach w biało-niebieskie pasy.
Nieco inaczej wygląda sytuacja w przypadku strojów wyjazdowych i trzecich kompletów, które wprowadzono w 1994 roku. W koszulkach tych dominują zazwyczaj kolory białe, czerwone i czarne, choć zdarzyło się również, że drużyna z Ibrox występowała w pomarańczowych trykotach.

## Kibice
Rangers posiada jedno z najsilniejszych na świecie zaplecze kibicowskie, a średnia frekwencja na ligowych spotkaniach rozgrywanych na własnym stadionie (w sezonie 2011/2012: 46 324) regularnie mieści się w pierwszej dwudziestce na liście europejskich klubów z najwyższą liczbą widzów. Kibice „The Gers”, zwani niekiedy Bluenoses bądź Bears, są autorami wielu rekordów, między innymi najwyższej frekwencji na brytyjskim meczu ligowym (118 567 z Celtikiem, 2 stycznia 1939 roku), spotkaniu towarzyskim (104 679 z Eintrachtem Frankfurt, 17 października 1961 r.), meczu pucharowym niebędącym finałem (143 570 z Hibernianem, 27 marca 1948 r.) czy też ligowym pojedynku na czwartym poziomie rozgrywek (50 048 z Berwick Rangers, 4 maja 2013 r.).
Na terenie Wielkiej Brytanii funkcjonuje łącznie 159 fanklubów, a kolejne 92 zarejestrowane są w wielu krajach na świecie – 3 z nich w Afryce (Nigeria, Kamerun, Południowa Afryka), 5 w Azji (Bahrajn, Hongkong, Singapur, Zjednoczone Emiraty Arabskie), 15 w Australii i Oceanii (Australia, Nowa Zelandia), 18 w Europie (Austria, Azerbejdżan, Belgia, Dania, Francja, Grecja, Hiszpania, Holandia, Irlandia, Macedonia Północna, Niemcy, Polska, Szwajcaria, Włochy) i 51 w Ameryce Północnej (Bermudy, Kanada, Stany Zjednoczone).
Do grona najsłynniejszych kibiców Rangers należą m.in. Sean Connery, Amy Macdonald, Angus i Malcolm Young z zespołu AC/DC oraz Graeme Dott.

### Rywalizacje
Od ponad stu lat najbardziej wyrazistą rywalizację Rangers prowadzą z Celtikiem, obie drużyny zwykło się określać mianem Old Firm („stare firmy”), a ich bezpośrednie spotkania, rozgrywane kilka razy do roku – Old Firm Derby. Współzawodnictwo obu klubów z Glasgow ma swoją genezę nie tylko w kwestiach czysto sportowych, ale przede wszystkim w społecznych, politycznych i religijnych. Z „The Gers” od zawsze sympatyzowała lokalna ludność wyznania protestanckiego wyrażająca się silnym poparciem dla brytyjskiej monarchii i idei unionizmu, w większości o prawicowych poglądach. Fani „The Bhoys” stanowili natomiast katoliccy, lewicowi imigranci z Irlandii, którzy przybyli do Szkocji w XIX wieku, po klęsce głodu, jaka nawiedziła „Zieloną wyspę”, dodatkowo sprzeciwiający się rodzinie królewskiej.
Tak wielkie różnice między fanami obu zespołów doprowadziły do nasilającego się w dwudziestym stuleciu konfliktu na tle sekciarskim i dopiero na początku nowego tysiąclecia władze Rangers i Celticu powzięły działania mające na celu go załagodzić. Na przestrzeni kilkunastu ostatnich lat inicjowane zostały wszelkiego rodzaju kampanie („Old Firm Alliance”, „Pride Over Prejudice”, „Follow With Pride”, „Ready To Learn”) ukierunkowane na pozytywne, antyrasistowskie kibicowanie. Choć klub był kilkukrotnie nagradzany m.in. przez UEFA za swoje działania, to w dalszym ciągu sekciarstwo nie zostało całkowicie wyeliminowane ze stadionów, czego efektem były kary nakładane na Rangers po meczach pucharowych z Villarrealem (2006), Osasuną (2007) czy PSV Eindhoven (2011) i wciąż przewijająca się, zakazana przez klub przyśpiewka „Famine Song”, zawierająca wers „Głód się skończył, dlaczego nie wróciliście do domu?”.
Rangers wyjątkowo silnie rywalizują również z Aberdeen, ale w tym przypadku ma to podłoże czysto sportowe, a olbrzymia niechęć między „The Gers” a „The Dons” pojawiła się w latach 80. XX wieku, kiedy ekipa z północno-wschodniej Szkocji święciła swoje największe triumfy.

## Stadion i ośrodek treningowy

### Ibrox Stadium
W pierwszych latach istnienia klubu, do 1899 roku, klub używał różnych miejsc do rozgrywania domowych meczów. Pierwszym z nich było Flesher's Haugh usytuowane w Glasgow Green, gdzie Rangers spędzili lata 1872–1875. Następnie „The Gers” przenieśli się na Burnbank (1875) i Kinning Park (1876–1887). Od lutego 1887 klub występował na Cathkin Park, a nowy sezon rozpoczął już w dzielnicy Ibrox w południowo-zachodniej części miasta. Dwanaście lat później otwarto tam obiekt Ibrox Park, na którym pierwszy mecz rozegrano 30 grudnia 1899. Jego architektem był Archibald Leitch, prywatnie kibic „The Gers” i człowiek, który odegrał znaczącą role przy projektowaniu wielu brytyjskich stadionów, między innymi Old Trafford w Manchesterze i Anfield Road w Liverpoolu.
Już po niespełna trzech latach na stadionie doszło do pierwszej katastrofy, w której zginęło 26 osób, a 517 doznało uszczerbku na zdrowiu. Druga tragedia, ze stycznia 1971 r., pochłonęła 66 ofiar i raniła ponad 200 kibiców. Wydarzenia te, które przeszły do historii jako Ibrox Disasters, doprowadziły do gruntownej modernizacji stadionu, nadzorowanej przez Williama Waddella. Po wielu latach przebudowy obecny wygląd obiektu Rangers uzyskano w 1997 roku, kiedy oficjalnie zmieniono jego nazwę na Ibrox Stadium. Efekt tych prac doceniła UEFA, przyznając mu maksymalną notę „pięciu gwiazdek”, która następnie została zastąpiona przez Kategorię Elite. Po kolejnych modyfikacjach w ocenie stadionów Ibrox zajmuje obecnie miejsce na liście obiektów najwyższej, Kategorii 4.
Ibrox Stadium tworzą obecnie cztery trybuny: The Bill Struth Main Stand (południowa), Govan Stand (północna), Copland Stand (wschodnia) i Broomloan Stand (zachodnia). Trzy ostatnie, dwupoziomowe trybuny są ze sobą połączone dwoma narożnikami, wypełnionymi miejscami siedzącymi i telebimami, w przeciwieństwie do wolno stojącej, wyższej o jeden poziom (wybudowany w latach 90. Club Deck) Main Stand, której ceglana fasada znajduje się na liście brytyjskich zabytków Kategorii B, co uniemożliwia jej wyburzenie. Po utworzeniu latem 2006 r. Baru 72 całkowita pojemność obiektu wynosi 50 817.

### Murray Park
4 lipca 2001 r. w Auchenhowie, na przedmieściach Glasgow, nastąpiło uroczyste otwarcie Murray Park – nowego ośrodka treningowego klubu, nazwanego na część jego fundatora – sir Davida Murraya. Jego budowa, która pochłonęła około 14 milionów funtów została zaproponowana trzy lata wcześniej, wkrótce po przybyciu na Ibrox nowego menedżera – Dicka Advocaata i był to pierwszy tego typu obiekt powstały w Szkocji.
Na powierzchni ponad 15 hektarów znajduje się obecnie budynek podzielony na trzy skrzydła: administracyjne, młodzieżowe i przeznaczone dla zawodników pierwszego zespołu. Drużyny juniorskie oraz dorosła kadra mają do dyspozycji oddzielną recepcję, jadalnię, szatnię i czytelnię, a na terenie Murray Park wszyscy zawodnicy mogą również korzystać z siłowni, pływalni, gabinetu lekarskiego i wewnętrznych placów do gry ze sztuczną nawierzchnią. Na zewnątrz umiejscowione są boiska piłkarskie – sześć pełnowymiarowych, dwa mniejsze i jedno rozgrzewkowe.
W Murray Park regularnie odbywają się także konferencje prasowe oraz prezentacje nowych zawodników.

## Finanse
27 maja 1899 roku, kontrolę nad klubem przejęła spółka z ograniczoną odpowiedzialnością (The Rangers Football Club Ltd). W takiej formie Rangers pozostawał niezmiennie do 2000 r., gdy ówczesny właściciel – David Murray – zadecydował o debiucie klubu na giełdzie papierów wartościowych (zmiana w The Rangers Football Club plc). W wyniku stale rosnącego zadłużenia, odmowie zapłaty podatków i widma porażki w sądzie w sporze z Urzędem Skarbowym, 14 lutego 2012 r. do Rangers na wniosek rządzącego na Ibrox od dziewięciu miesięcy Craiga Whyte'a wprowadzony został zarząd komisaryczny, który choć nie uchronił spółki przed likwidacją, sprzedał w czerwcu tego samego roku wszystkie klubowe aktywa konsorcjum Sevco (zarejestrowane jako Sevco Scotland Ltd, zmieniło ono po kilku tygodniach nazwę na The Rangers Football Club Ltd), a reprezentujący je Charles Green przejął wówczas tym samym kontrolę nad Rangers. Tego typu działanie nie ma wpływu na historię i wcześniejsze dokonania klubu.
18 grudnia 2012 r. po raz drugi w swojej historii klub został przyjęty na Giełdę Papierów Wartościowych w Londynie, a notowany na niej był od dnia następnego poprzez spółkę Rangers International Football Club plc. Dzięki emisji nowych akcji Rangers uzyskali od prywatnych inwestorów i kibiców kapitał w wysokości ok. 22,2 milionów funtów, przewyższając tym samym o ponad 10% wstępne oczekiwania klubowych władz. Rynkowa wartość Rangers oceniona została na ok. 45,6 mln.
Głównymi udziałowcami klubu są Laxey Partners Ltd (11,64%), Artemis Investment Management LLP (8,42%), Hargreave Hale Limited (7,07%), Blue Pitch Holding (6,14%), Miton Capital Partners (4,83%), Mike Ashley (4,61%), Alexander Easdale (4,52%), Margarita Funds Holding Trust (3,99%), Richard Hughes (3,38%). Zgodnie z zawartym porozumieniem, ujawnionym na londyńskiej giełdzie w dniu 20 listopada 2013 roku, Alexander Easdale jest reprezentantem udziałów należących m.in. do Blue Pitch Holding i Margarita Funds Holding Trust; łącznie więc posiada prawa głosu odpowiadające 23,50%.

## Fundacja charytatywna
Rangers Charity Foundation została powołana w 2002 roku i zajmuje się od tego czasu prowadzeniem działalności charytatywnej klubu. Jej główną misją jest w wielu aspektach pomoc najmłodszym, ich leczenie, edukacja i zaspokajanie potrzeb materialnych. Fundacja współpracuje z Funduszem Narodów Zjednoczonych na rzecz Dzieci (UNICEF), Prostate Cancer Charity (zajmującą się wsparciem dla osób z nowotworem prostaty) i Erskine, zrzeszającym weteranów wojennych. Przez pierwsze dziesięć lat istnienia Rangers Charity Foundation przekazała na rzecz potrzebujących ponad 2,3 miliona funtów.

## Obecny skład
Stan na 29 maja 2025
| Nr | Poz. | Piłkarz                   |
| -- | ---- | ------------------------- |
| 1  | BR   | Jack Butland              |
| 2  | OB   | James Tavernier (kapitan) |
| 3  | OB   | Rıdvan Yılmaz             |
| 4  | OB   | Robin Pröpper             |
| 5  | OB   | John Souttar              |
| 7  | NA   | Óscar Cortés              |
| 8  | PO   | Connor Barron             |
| 9  | NA   | Cyriel Dessers            |
| 10 | PO   | Mohamed Diomande          |
| 14 | PO   | Nedim Bajrami             |
| 15 | PO   | José Cifuentes            |
| 17 | NA   | Rabbi Matondo             |
| 19 | OB   | Clinton Nsiala            |
| 20 | PO   | Kieran Dowell             |
| 21 | OB   | Dujon Sterling            |
| 22 | OB   | Jefté                     |

| Nr | Poz. | Piłkarz         |
| -- | ---- | --------------- |
| 26 | OB   | Ben Davies      |
| 29 | NA   | Hamza Igamane   |
| 31 | BR   | Liam Kelly      |
| 32 | BR   | Kieran Wright   |
| 38 | OB   | Leon King       |
| 43 | PO   | Nicolas Raskin  |
| 44 | OB   | Adam Devine     |
| 45 | PO   | Ross McCausland |
| 47 | NA   | Robbie Fraser   |
| 48 | OB   | Cole McKinnon   |
| 49 | PO   | Bailey Rice     |
| 52 | PO   | Findlay Curtis  |
| 54 | BR   | Mason Munn      |
| 55 | PO   | Paul Nsio       |
| 99 | NA   | Danilo          |
|    | PO   | Lyall Cameron   |

## Menedżerowie
Stan na 21 maja 2021 roku (ostatni mecz sezonu 2020/2021). Uwzględnione są jedynie mecze oficjalne.
| Imię i nazwisko          | Od                        | Do                        | Czas            | M    | Zw  | Re  | Po  | Br+   | Br-   | Zw%    |
| ------------------------ | ------------------------- | ------------------------- | --------------- | ---- | --- | --- | --- | ----- | ----- | ------ |
| William Wilton           | 27 maja 1899(dts)         | 20 maja 1920(dts)         | 20 lat, 359 dni | 725  | 476 | 120 | 129 | 1 723 | 753   | 65,66  |
| Bill Struth              | 20 maja 1920(dts)         | 15 czerwca 1954(dts)      | 34 lata, 26 dni | 1185 | 793 | 229 | 163 | 2 849 | 1 151 | 66,92  |
| Scot Symon               | 15 czerwca 1954(dts)      | 1 listopada 1967(dts)     | 13 lat, 139 dni | 715  | 473 | 119 | 123 | 1 817 | 810   | 66,15  |
| David White              | 1 listopada 1967(dts)     | 27 listopada 1969(dts)    | 2 lata, 26 dni  | 114  | 73  | 19  | 22  | 264   | 122   | 64,04  |
| Willie Thornton          | 27 listopada 1969(dts)    | 8 grudnia 1969(dts)       | 11 dni          | 2    | 2   | 0   | 0   | 5     | 1     | 100,00 |
| William Waddell          | 8 grudnia 1969(dts)       | 31 maja 1972(dts)         | 2 lata, 175 dni | 130  | 73  | 25  | 32  | 253   | 134   | 56,15  |
| Jock Wallace             | 31 maja 1972(dts)         | 23 maja 1978(dts)         | 5 lat, 357 dni  | 307  | 202 | 56  | 49  | 652   | 293   | 65,80  |
| John Greig               | 24 maja 1978(dts)         | 28 października 1983(dts) | 5 lat, 157 dni  | 290  | 151 | 71  | 68  | 514   | 302   | 52,07  |
| Tommy McLean             | 28 października 1983(dts) | 10 listopada 1983(dts)    | 13 dni          | 4    | 1   | 0   | 3   | 4     | 6     | 25,00  |
| Jock Wallace             | 10 listopada 1983(dts)    | 7 kwietnia 1986(dts)      | 2 lata, 148 dni | 129  | 61  | 36  | 32  | 216   | 132   | 47,29  |
| Graeme Souness           | 8 kwietnia 1986(dts)      | 16 kwietnia 1991(dts)     | 5 lat, 8 dni    | 260  | 165 | 50  | 45  | 486   | 180   | 63,46  |
| Walter Smith             | 19 kwietnia 1991(dts)     | 31 maja 1998(dts)         | 7 lat, 42 dni   | 379  | 248 | 68  | 63  | 793   | 341   | 65,44  |
| Dick Advocaat            | 1 czerwca 1998(dts)       | 12 grudnia 2001(dts)      | 3 lata, 193 dni | 195  | 131 | 34  | 30  | 427   | 158   | 67,18  |
| Alex McLeish             | 13 grudnia 2001(dts)      | 8 maja 2006(dts)          | 4 lata, 171 dni | 237  | 157 | 44  | 36  | 493   | 197   | 66,24  |
| Paul Le Guen             | 9 maja 2006(dts)          | 4 stycznia 2007(dts)      | 217 dni         | 31   | 16  | 8   | 7   | 47    | 28    | 51,61  |
| Ian Durrant              | 4 stycznia 2007(dts)      | 10 stycznia 2007(dts)     | 6 dni           | 1    | 0   | 0   | 1   | 2     | 3     | 0,00   |
| Walter Smith             | 10 stycznia 2007(dts)     | 16 maja 2011(dts)         | 4 lata, 125 dni | 245  | 154 | 53  | 38  | 471   | 197   | 62,86  |
| Ally McCoist             | 16 maja 2011(dts)         | 21 grudnia 2014(dts)      | 3 lata, 219 dni | 167  | 121 | 22  | 24  | 391   | 123   | 72,46  |
| Kenny McDowall           | 21 grudnia 2014(dts)      | 12 marca 2015(dts)        | 81 dni          | 10   | 3   | 3   | 4   | 9     | 14    | 30,00  |
| Stuart McCall            | 12 marca 2015(dts)        | 15 czerwca 2015(dts)      | 180 dni         | 17   | 7   | 6   | 4   | 29    | 23    | 41,18  |
| Mark Warburton           | 15 czerwca 2015(dts)      | 10 lutego 2017            | 1 lata, 240 dni | 82   | 54  | 15  | 13  | 183   | 74    | 65,85  |
| Graeme Murty             | 10 lutego 2017(dts)       | 12 marca 2017             | 30 dni          | 6    | 3   | 1   | 2   | 14    | 8     | 50,00  |
| Pedro Caixinha           | 13 marca 2017(dts)        | 26 października 2017      | 227 dni         | 26   | 14  | 5   | 7   | 49    | 30    | 53.85  |
| Graeme Murty             | 26 października 2017(dts) | 1 Maj 2018                | 187 dni         | 29   | 18  | 2   | 9   | 61    | 38    | 62.08  |
| Jimmy Nicholl            | 1 maja 2018(dts)          | 31 Maj 2018               | 30 dni          | 3    | 2   | 1   | 0   | 7     | 6     | 33.33  |
| Steven Gerrard           | 1 czerwca 2018            | 11 listopada 2021         |                 |      |     |     |     |       |       |        |
| Giovanni van Bronckhorst | 18 listopada 2021         | 2022                      |                 |      |     |     |     |       |       |        |
| Michael Beale            | 2022                      | 2023                      |                 |      |     |     |     |       |       |        |
| Philippe Clement         | 2023                      | 2025                      |                 |      |     |     |     |       |       |        |

Objaśnienia: M – mecze, Zw – zwycięstwa, Re – remisy, Po – porażki, Br+ – bramki strzelone, Br- – bramki stracone, Zw% – procent zwycięstw
Do 1899 roku w klubie nie było stanowiska menedżerskiego – w XIX wieku drużynę prowadzili sekretarze – James Gossland ([]) i William Wilton ([]). Bilans Rangers z tego okresu przedstawia się następująco: 275 meczów, 177 zwycięstw, 42 remisy, 56 porażek, 896 bramek strzelonych, 377 bramek straconych, 64,36% wygranych.
Łącznie Rangers rozegrali 5418 meczów, spośród których 3484 zakończyli zwycięsko (64,30%), 1005 zremisowali, a 929 przegrali; strzelili w nich 12 341 bramek, a stracili 5 345.

## Władze Klubu
Rangers International Football Club Plc
| Funkcja                  | Imię i nazwisko   |
| ------------------------ | ----------------- |
| Prezes zarządu           | Douglas Park      |
| Zastępca prezesa zarządu | John Bennett      |
| Sekretarz                | James Blair       |
| Członek zarządu          | Alastair Johnston |
| Członek zarządu          | . Graeme Park     |
| Członek zarządu          | Barry Scott       |
| Członek zarządu          | Julian Wolhardt   |

The Rangers Football Club Ltd
| Funkcja                                            | Imię i nazwisko   |
| -------------------------------------------------- | ----------------- |
| Dyrektor zarządzający                              | Stewart Robertson |
| Dyrektor ds. Finansów i Administracji Piłki Nożnej | Andrew Dickson    |
| Dyrektor sportowy                                  | Ross Wilson       |
| Sekretarz                                          | . James Blair     |
| Dyrektor ds. Handlowych i Marketingu               | James Bisgrove    |

## Sztab szkoleniowy
Sztab szkoleniowy i medyczny w sezonie 2021/2022
| Funkcja                              | Imię i nazwisko          |
| ------------------------------------ | ------------------------ |
| Menedżer                             | Giovanni van Bronckhorst |
| Asystent menedżera                   | Roy Makaay               |
| Asystent menadżera                   | Jermain Defoe            |
| Trener bramkarzy                     | Colin Stewart            |
| Trener przygotowania fizycznego      | Arno Philips             |
| Analityk wideo                       | Yori Bosschaart          |
| Skaut główny                         | Andy Scoulding           |
| Kierownik akademii piłkarskiej       | Craig Mulholland         |
| Trener zespołu Rangers U-20          | David McCallum           |
| Lekarz                               | dr Mark Waller           |
| Główny Fizjoterapeuta                | Matt Konopinski          |
| Koordynator zawodników wypożyczonych | Billy Kirkwood           |

## Sponsorzy
Sponsorzy techniczni i główni.
| Lata      | Sponsor techniczny | Główny sponsor   |
| --------- | ------------------ | ---------------- |
| 1978–1984 | Umbro              | –                |
| 1984–1987 | Umbro              | CR Smith         |
| 1987–1990 | Umbro              | McEwan's Lager   |
| 1990–1992 | Admiral            | McEwan's Lager   |
| 1992–1997 | Adidas             | McEwan's Lager   |
| 1997–1999 | Nike               | McEwan's Lager   |
| 1999–2002 | Nike               | NTL              |
| 2002–2003 | Diadora            | NTL              |
| 2003–2005 | Diadora            | Carling          |
| 2005–2010 | Umbro              | Carling          |
| 2010–2013 | Umbro              | Tennent's        |
| 2013–2014 | Puma               | Blackthorn Cider |
| 2014–2018 | Puma               | 32Red            |
| 2018–2020 | Hummel             | 32Red            |
| 2020–     | Castore            | 32Red            |

Oficjalni partnerzy w sezonie 2021/2022
| Przedsiębiorstwo | Funkcja                                           |
| ---------------- | ------------------------------------------------- |
| Castore          | Sponsor techniczny, partner handlowy i licencyjny |
| 32Red            | Główny partner                                    |
| Utilita Energy   | Oficjalny partner                                 |
| Konami           | Oficjalny partner w zakresie gier wideo           |
| Seko             | Oficjalny partner logistyczny                     |
| Tennent's        | Oficjalny partner                                 |
| Tomket Tires     | Oficjalny partner (strój meczowy)                 |
| The Energy Check | Oficjalny partner (strój meczowy)                 |

| Przedsiębiorstwo  | Funkcja                                 |
| ----------------- | --------------------------------------- |
| UNIBET            | Oficjalny partner                       |
| Carrick Packaging | Oficjalny partner                       |
| Eighty One        | Oficjalny partner (napoje energetyczne) |
| Fortrade          | Oficjalny partner handlowy on-line      |
| Bitci Technology  | Oficjalny partner fan token             |
| Vitality          | Oficjalny partner wellness              |
| Sportemon Go      | Oficjalny partner NFT                   |

Współpracownicy w sezonie 2021/2022
| Przedsiębiorstwo              |
| ----------------------------- |
| Fan Logic                     |
| Cadbury                       |
| Turnberry                     |
| NordVPN                       |
| Forrest Precision Engineering |
| Fridays                       |

| Przedsiębiorstwo   |
| ------------------ |
| Black Rooster      |
| Playmaker          |
| Recovapro          |
| FantasticFanatics  |
| Douglas Laing & Co |
| DAM Health         |

Oficjalni dostawcy w sezonie 2021/2022
| Przedsiębiorstwo |
| ---------------- |
| CLARITY Sports   |
| CTM Sport        |
| Cryo Action      |
| Coca-Cola        |
| sky sports       |
| Molton Brown     |
| Glasgow Airport  |
| GO Radio         |

| Przedsiębiorstwo  |
| ----------------- |
| Lucozade SPORT    |
| Rangers Picks     |
| 5 Stars           |
| elior             |
| Applied Nutrition |
| Uber Eats         |
| sportsbreaks.com  |

Kluby partnerskie
- HSV
- Orange County Soccer Club
- Bengaluru FC

## Rekordy

### Światowe
Najwięcej oficjalnych trofeów
119
Najwięcej tytułów mistrzowskich
55
Najwięcej krajowych potrójnych koron
7
Największa procentowa liczba ligowych zwycięstw w sezonie
100% (sezon 1898/1899), 100% (sezon 2020/2021)
Najwyższa frekwencja w ligowym meczu na czwartym poziomie rozgrywek
50 048 (Rangers vs Berwick Rangers, 04.05.2013)

### Klubowe
Najwyższe zwycięstwo
14:2 (Rangers vs Whitehill, 29.09.1883
14:2 (Rangers vs Blairgowrie, 20.01.1934
13:0 (Rangers vs Possilpark, 06.10.1877)

13:0 (Rangers vs Uddingston, 10.11.1877)

0:13 (Kelvinside vs Rangers, 28.09.1889)
Najwyższa porażka
2:10 (Rangers vs Airdrieonians, 06.02.1886)
Najwyższa frekwencja
118 567 (Rangers vs Celtic F.C., 02.01.1939)
Najniższa frekwencja
5000 (Rangers vs Brechin City, 23.09.1981)

### Indywidualne
Najwięcej występów
John Greig (755, 1960-1978)
Najwięcej bramek
Ally McCoist (355, 1983-1998)
Najdroższy transfer
Tore André Flo (12 000 000 funtów, 23.11.2000 z Chelsea)

## Sukcesy

### Krajowe

#### Ligowe
Mistrzostwa Szkocji (55)1891, 1899, 1900, 1901, 1902, 1911, 1912, 1913, 1918, 1920, 1921, 1923, 1924, 1925, 1927, 1928, 1929, 1930, 1931, 1933, 1934, 1935, 1937, 1939, 1947, 1949, 1950, 1953, 1956, 1957, 1959, 1961, 1963, 1964, 1975, 1976, 1978, 1987, 1989, 1990, 1991, 1992, 1993, 1994, 1995, 1996, 1997, 1999, 2000, 2003, 2005, 2009, 2010, 2011, 2021
Scottish Championship (1)2016
Scottish League One (1)2014
Scottish Third Division (1)2013

#### Pucharowe
Puchar Szkocji (34)1894, 1897, 1898, 1903, 1928, 1930, 1932, 1934, 1935, 1936, 1948, 1949, 1950, 1953, 1960, 1962, 1963, 1964, 1966, 1973, 1976, 1978, 1979, 1981, 1992, 1993, 1996, 1999, 2000, 2002, 2003, 2008, 2009; 2022
Puchar Ligi (28)1947, 1949, 1961, 1962, 1964, 1965, 1971, 1976, 1978, 1979, 1982, 1984, 1985, 1987, 1988, 1989, 1991, 1993, 1994, 1997, 1999, 2002, 2003, 2005, 2008, 2010, 2011, 2024
Scottish Challenge Cup (1)2016

### Międzynarodowe
Puchar Zdobywców Pucharów (1)1972

## Kapitanowie klubu
| Lp. | Imię i nazwisko  | Lata | Lata |
| --- | ---------------- | ---- | ---- |
| 1.  | Tom Vallance     | 1876 | 1882 |
| 2.  | David Mitchell   | 1882 | 1894 |
| 3.  | John McPherson   | 1894 | 1898 |
| 4.  | Robert Hamilton  | 1898 | 1906 |
| 5.  | Robert Campbell  | 1906 | 1916 |
| 6.  | Tommy Cairns     | 1916 | 1926 |
| 7.  | Bert Manderson   | 1926 | 1927 |
| 8.  | Tommy Muirhead   | 1927 | 1930 |
| 9.  | David Meiklejohn | 1930 | 1938 |
| 10. | Jimmy Simpson    | 1938 | 1940 |
| 11. | Jock Shaw        | 1940 | 1957 |
| 12. | George Young     | 1953 | 1957 |
| 13. | Ian McColl       | 1957 | 1960 |
| 14. | Eric Caldow      | 1960 | 1962 |
| 15. | Bobby Shearer    | 1962 | 1965 |
| 16. | John Greig       | 1965 | 1978 |
| 17. | Derek Johnstone  | 1978 | 1983 |

| Lp. | Imię i nazwisko  | Lata | Lata    |
| --- | ---------------- | ---- | ------- |
| 18. | John McClelland  | 1983 | 1984    |
| 19. | Craig Paterson   | 1984 | 1986    |
| 20. | Terry Butcher    | 1986 | 1990    |
| 21. | Richard Gough    | 1990 | 1997    |
| 21. | Richard Gough    | 1997 | 1998    |
| 22. | Brian Laudrup    | 1997 | 1997    |
| 23. | Lorenzo Amoruso  | 1998 | 2000    |
| 24. | Barry Ferguson   | 2000 | 2003    |
| 24. | Barry Ferguson   | 2005 | 2007    |
| 24. | Barry Ferguson   | 2007 | 2009    |
| 25. | Craig Moore      | 2003 | 2004    |
| 26. | Stefan Klos      | 2004 | 2005    |
| 27. | Gavin Rae        | 2007 | 2007    |
| 28. | David Weir       | 2009 | 2012    |
| 29. | Steven Davis     | 2012 | 2012    |
| 30. | Carlos Bocanegra | 2012 | 2012    |
| 31. | Lee McCulloch    | 2012 | 2015    |
| 32. | Lee Wallace      | 2015 | 2018    |
| 33. | James Tavernier  | 2018 | obecnie |

## Piłkarze w historii klubu

### Drużyna wszech czasów
| Goram Greig Butcher Gough Jardine Cooper Baxter Gascoigne Laudrup Hateley McCoist |

W 1999 roku w wyniku głosowania kibiców wyłoniono jedenastkę wszech czasów klubu Rangers F.C..
- Andy Goram
- John Greig
- Terry Butcher
- Richard Gough
- Sandy Jardine
- Davie Cooper
- Jim Baxter
- Paul Gascoigne
- Brian Laudrup
- Mark Hateley
- Ally McCoist

### Scotland Football Hall of Fame
Do 2019 roku członkostwem w Scotland Football Hall of Fame uhonorowano 33 piłkarzy i menedżerów związanych z klubem Rangers F.C.
- John Greig – 2004
- Graeme Souness – 2004
- Alex Ferguson – 2004
- Jim Baxter – 2004
- Willie Woodburn – 2004
- Alex McLeish –  2005
- Willie Waddell – 2005
- George Young – 2005
- Alan Morton – 2005
- Davie Cooper – 2006
- Brian Laudrup – 2006
- Sandy Jardine – 2006
- Willie Henderson – 2006
- Richard Gough – 2006
- Walter Smith – 2007
- Ally McCoist – 2007
- Eric Caldow – 2007
- Derek Johnstone – 2008
- Bill Struth – 2008
- David Meiklejohn – 2009
- Mo Johnston – 2009
- Andy Goram – 2010
- Robert Smyth McColl – 2011
- Terry Butcher – 2011
- Bob McPhail – 2012
- Scot Symon – 2013
- Davie Wilson – 2014
- Bobby Brown – 2015
- Jock Wallace – 2016
- Archie Knox – 2018
- Ian McMillan – 2018
- Tommy McLean – 2019
- Colin Stein – 2019

### 50 i więcej występów w reprezentacji
W reprezentacji Szkocji 50 i więcej występów zanotował dziewięciu piłkarzy Rangers
- David Weir – 69 występów
- Kenny Miller – 69 występów
- Christian Dailly – 67 występów
- Richard Gough – 61 występów
- Ally McCoist – 61 występów
- George Young – 54 występy
- Graeme Souness – 54 występy
- Colin Hendry – 51 występów
- Steven Naismith – 51 występów
- Alan Hutton – 50 występów

### Scottish Sports Hall of Fame
Do Scottish Sports Hall of Fame należy trzech zawodników Rangers:
- Jim Baxter – uhonorowany w 2002
- John Greig – uhonorowany 2002
- Ally McCoist – uhonorowany 2007